# 馬其頓地區

馬其頓地區現在分屬北馬其頓、希腊及保加利亚（而小部分屬阿尔巴尼亚、塞尔维亚及科索沃）

马其顿地形图

馬其頓是位於東南歐巴爾幹半島上的地理和歷史地區。亙古以來，其界線發生了很大變化，但現在認為該地區涉及希臘（北部的馬其頓地區）、北馬其頓共和國、保加利亞（布拉戈耶夫格勒州）、阿爾巴尼亞、塞爾維亞和科索沃這六個巴爾幹半島國家，占地約67,000平方（25,869平方英里），人口約476萬。
北馬其頓共和國自1992年立國以來以馬其頓共和國為國號，常常簡稱為「馬其頓」；但馬其頓共和國與馬其頓地區是兩個不同的概念，因此存在名稱爭議。希臘方面認為「馬其頓」是希臘歷史的一個概念，反對馬其頓共和國使用「馬其頓」作為名稱，所以暫名為前南斯拉夫馬其頓共和國，直到2019年2月更名北馬其頓後矛盾才得以化解。
馬其頓地區其已知的最古老定居點可追溯到約9000年前。公元前4世紀中葉，馬其頓王國統治了巴爾幹半島；從那之後，馬其頓的歷史便開始多元化。

## 语源
主條目：馬其頓神話詞源

## 边界与定义
历史上，对马其顿的定义几经变化。

公元400年前后，罗马马其顿管区

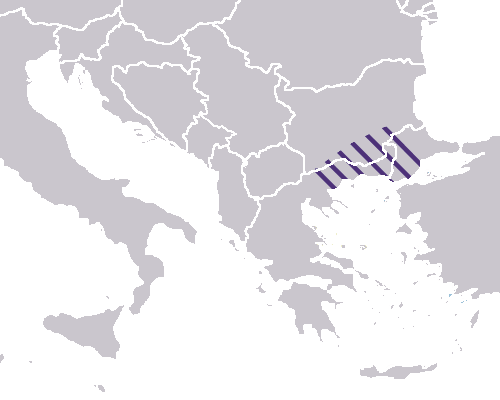
军区是拜占庭帝国中后期的行政单位。上图是马其顿军区的大致范围，大部分位于西色雷斯

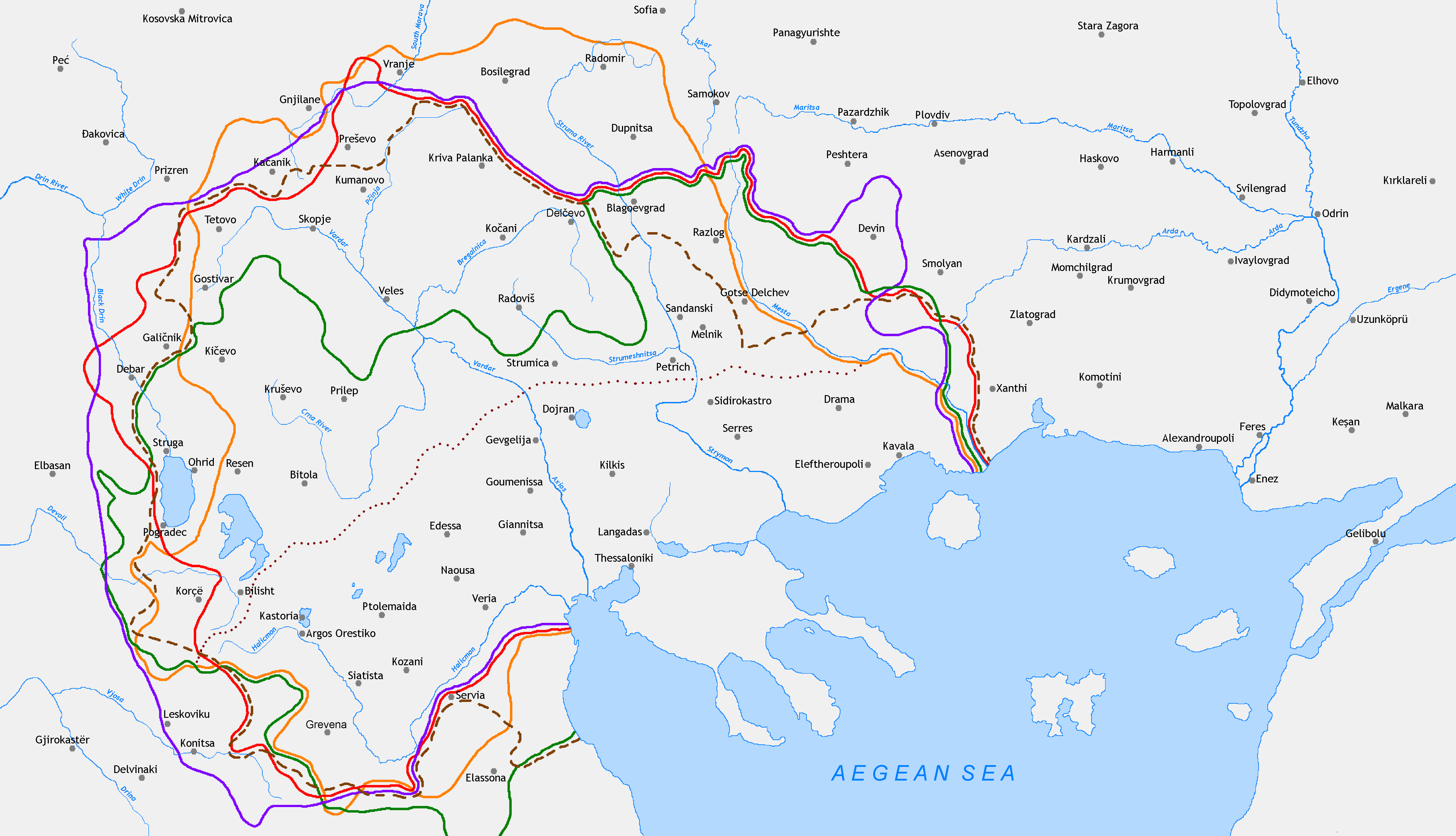
1843-1927年间，马其顿边境的变动

在腓力二世对外扩张之前，古老的马其顿王国（该地区即得名于此）位于今日希腊的马其顿省的中西部。在公元二世纪，马其顿的所在大约就是现今意义上的马其顿，但当今马其顿共和国的北部地区在当时并不在“马其顿地区”之内。虽然原因尚不明确，在之后的11个世纪中，马其顿的位置发生了显著变化。罗马帝国的马其顿行省包括了现在希腊的北部和中部、马其顿共和国的大部分和阿尔巴尼亚东南部。简单地说，罗马人设立的同名行政区比马其顿王国要大上许多。在罗马时代晚期，行省边界重新划分，形成了马其顿管区，包括当今的希腊本土及隔爱琴海相望的克里特岛、阿尔巴尼亚南部、保加利亚部分地区和马其顿共和国。在拜占庭帝国，马其顿军区最初是位于斯特鲁马河东侧的色雷斯军区的一部分。这个军区包括了色雷斯的多个部分，而马其顿王朝亦得名于此军区。因此，这一时期的拜占庭文档中所提到的“马其顿”是很可能指的是马其顿军区。在另一方面，马其顿地区在公元9到10世纪间受保加利亚第一帝国统治，后于1018年被并入拜占庭帝国的保加利亚军区。
14世纪末，随着奥斯曼帝国逐步征服东南欧，“马其顿”在政区名称中消失了数个世纪，而且极少标示在地图上。这个词作为一个地理区域的名字而再度复兴。在19世纪后期，它已经有了与今日大致相同的边界。

## 人口统计
在中世纪和近代，马其顿作为巴尔干地区的一部分，希腊人、阿尔巴尼亚人、瓦拉几人、塞尔维亚人、保加利亚人、犹太人和土耳其人均定居于此。今天，作为一个多种文化交汇的边境地区，马其顿的人口结构相当多元化。

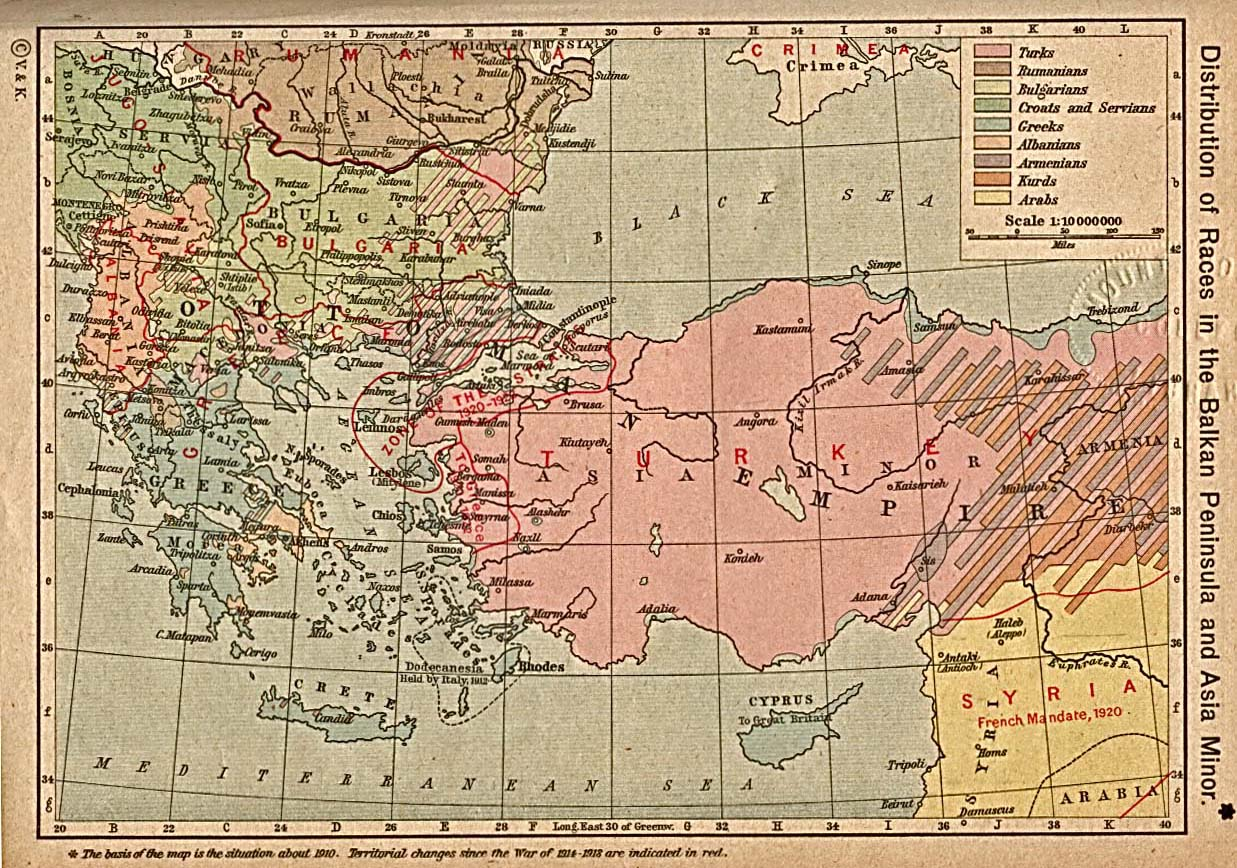
1910年，巴尔干半岛和小亚细亚的民族分布（由纽约的William R. Shepherd绘制）

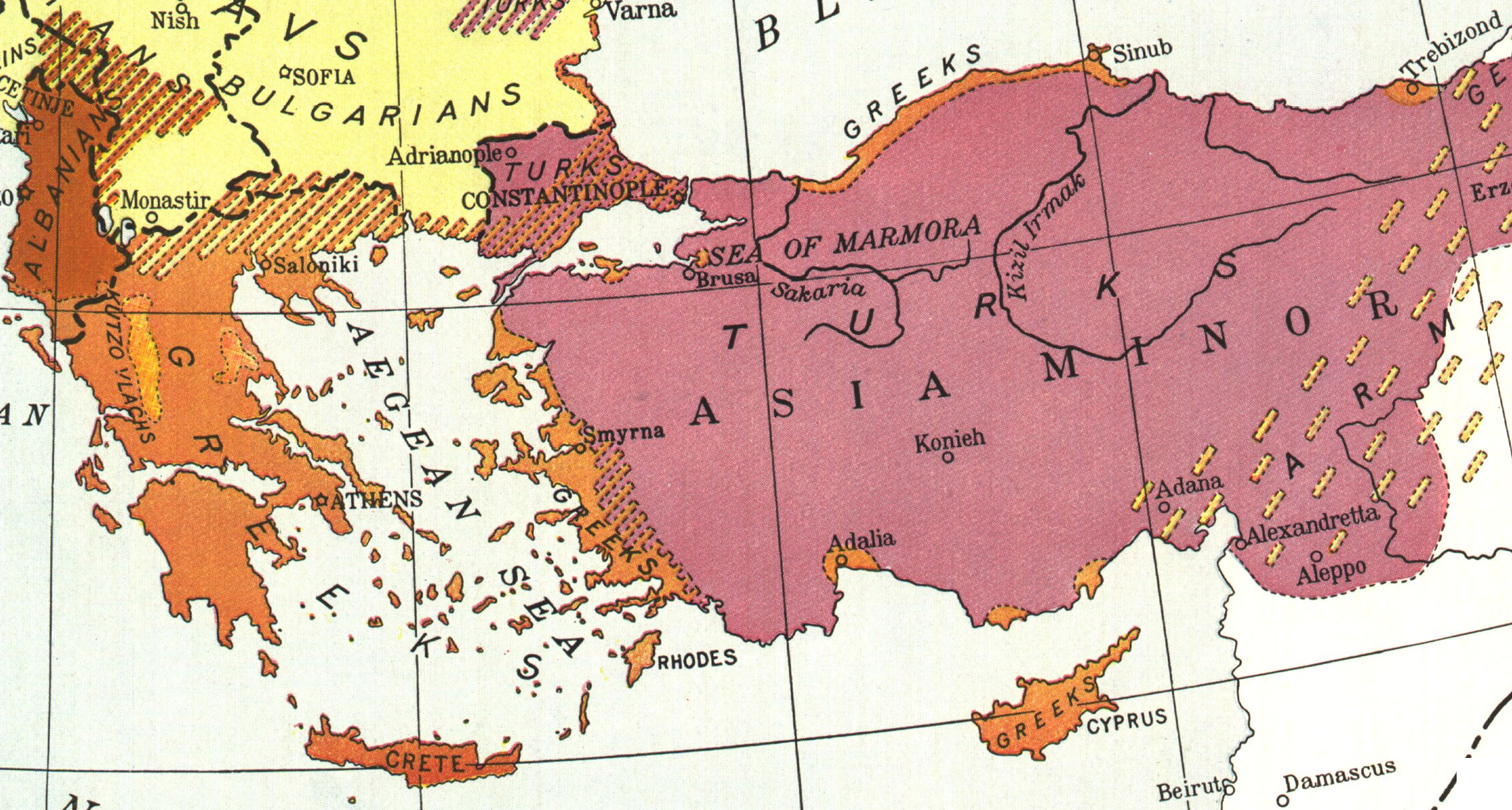
1918年，巴尔干半岛和小亚细亚的民族分布（国家地理）

- 希腊马其顿人（英语：Macedonians (Greeks)）在文化和地域上自认为是“马其顿人”（"Macedonians"，希腊文：Μακεδόνε，Makedónes）。他们占据了当地人口的大部分（约51%），数量大约为250万，今天，他们绝大部分居住在马其顿 (希腊)。希腊马其顿人人口混杂，与其他土著部族，以及希腊难民（来自小亚细亚）、旁狄希腊人（英语：Pontic_Greeks）和东色雷斯希腊人在20世纪初大量涌入。这是由于希腊和土耳其之间的人口交换，在此期间，超过120万东正教徒难民从土耳其移居希腊，638,000人定居在希腊马其顿省。[9]在保加利亚和马其顿共和国存在较小的希腊少数民族，但人数难以确定。官方调查结果显示，2001年，定居在保加利亚的3408人中，只有86人在保加利亚马其顿（布拉戈耶夫格勒州）声称自己是希腊人；而马其顿共和国2002年的人口普查中，只有442人自称希腊人。

- 马其顿民族在民族意识和在地域意识上都自认是“马其顿人”（马其顿语：Македонци，Makedonci）。他们是当地的第二大民族。因其大多原籍为斯拉夫人，也被称为“马其顿斯拉夫人”和“斯拉夫马其顿人”（希腊文：Σλαβομακεδόνες，"Slavomakedones"）。据2002年的人口普查，他们是马其顿共和国的主要民族，大约有130万人声称自己是马其顿人。根据2001年的保加利亚最新的人口普查中，保加利亚的布拉戈耶夫格勒州有3,117人自称是马其顿人。保加利亚官方公布的马其顿人数5,071人，相对于希腊马其顿的马其顿人数而言较少。1951年，希腊第一次将母语列入普查，结果表明，有41,017人的母语为斯拉夫语，大多分布在希腊的西马其顿周边。虽然他们自称使用的是斯拉夫语，但按语言学分类可归入保加利亚语或马其顿语。他们大多自视为希腊人，尽管也有小部分人在国家身份上认同马其顿[10]和保加利亚。在1989年阿尔巴尼亚的人口普查中，大约5000名阿尔巴尼亚公民自称马其顿人。

- 保加利亚的马其顿人是自我认定为“马其顿人”的保加利亚人（保加利亚语：Mакедонци，Makedontsi）。他们代表了大部分保加利亚马其顿的人口，人数大约为37万，大多定居在布拉戈耶夫格勒州。在阿尔巴尼亚、希腊和马其顿共和国，一些小团体认同保加利亚，人数未知。在马其顿共和国2002年的人口普查中，1,417人声称有保加利亚民族认同。奇怪的是，在最近的几年里，大约60,000马其顿人已申请保加利亚国籍，大约1万人已经获得保加利亚护照。保加利亚加入欧盟显然是一个强效的激励因素。为了得到保加利亚国籍，申请者们必须签署一份声明以证明他们是保加利亚出身，实际上否认了其少数民族的权利。[11][12][13][14][15]

- 阿尔巴尼亚人是该地区的另一主要族群。阿尔巴尼亚人在马其顿共和国的北部、西部的特定地区中占主要地位，根据2002年的人口普查，占马其顿共和国总人口的25.2％。

- 少数突厥人、波什尼亚克人、罗姆人、塞尔维亚人、瓦拉几人（阿罗蒙人和梅格兰尼-罗马尼亚人（英语：Megleno-Romanians））、埃及人、亚美尼亚人和犹太人（塞法迪犹太人和希腊犹太人（英语：Romaniote_Jews））也能在马其顿见到。

### 宗教
目前，大多数当地居民信奉东正教，主要有希腊东正教、保加利亚正教会、塞尔维亚东正教和马其顿东正教。作为少数族裔的穆斯林也不容忽视，包括阿尔巴尼亚人、保加利亚人（波马克人）、马其顿裔穆斯林（托尔贝什人）、波斯尼亚人和土耳其人。

## 历史

### 新石器时代
虽然有证据显示早在旧石器时代此地即有人类居住（例如发现欧洲最古老人种的佩特拉洛纳洞穴），已知最早的定居点——如希腊伊马夏州新尼科门迪亚——可以追溯到9000年前。整个新石器时代，包括新尼科门迪亚的希腊北部最常见的建筑方式是木制框架和抹灰篱笆墙。发掘品包括造型简单但制作精良的陶器（有的红底上会有白色装饰），头部呈柱状的陶土女俑（分布范围从色萨利到多瑙河谷），石斧，石锛，燧石刀片和石制装饰品（如无法确定用途的奇怪“鼻塞”）。发掘品的组成家家不同，表明在这个定居点自始就有一定程度的分工。农业经济以种植谷类作物（如小麦、大麦和豆类）以及放牧（绵羊、山羊，以及少量牛和猪）为主。狩猎在经济中居于次要地位。从公元前7000年到公元前5500年，这个新石器时代早期的定居点存在了一千多年。
目前看来，位于马其顿地区西部、阿利阿克蒙河流域的塞尔维亚城是新石器时代中期（约公元前5500年至公元前4500年）最具代表性的遗址。典型的塞斯克罗风格（白底红纹）的陶器分布在定居点的南侧。这一时期的陶器在马其顿地区中、西部的许多遗址均有发现，但至今没有一个遗址被广泛发掘。
新石器时代晚期（约公元前4500年至公元前3500年）的风格在整个区域的遗址中都有很好的体现（应指出的是：根据巴尔干地区的情况，此时期的马其顿地区东部仍被称为新石器时代中期）。快速变化的陶器样式，表明已与相当遥远地区有贸易往来的陶器碎片，说明社会、经济和技术都在迅速改变。其中最重要的一个变化是铜制品的出现，伦弗鲁很好地证明了这类物品受到了北边保加利亚和罗马尼亚文化的影响。这一时期的主要出土定居点包括塞尔迈湾西侧的马克里基亚罗斯（Makryialos）和帕利亚姆贝拉（Paliambela）， 塞萨洛尼基南部的塞尔米（Thermi），兹拉玛（Drama）平原上的西塔格里（Sitagroi）和迪基里塔斯（Dikili Tas）。一些遗址分布地过于密集，形成了土丘，当地居民称之为’’’toumbas’’’。另一些则稀疏一些，彼此相距约一公里（马克里基亚罗斯）。这两种类型在同一地区同时存在，可以推测，这种定居点结构的差异反映了社会组织的差异。一些群落显然为应对外敌做好了防御措施，如马克里基亚罗斯的壕沟或帕利亚姆贝拉的同心环墙。保存最完好的建筑发现于迪基里塔斯，长的木制框架成排摆放，固定在墙壁的外面并用粘土涂抹，有些上面还饰以公牛头骨。

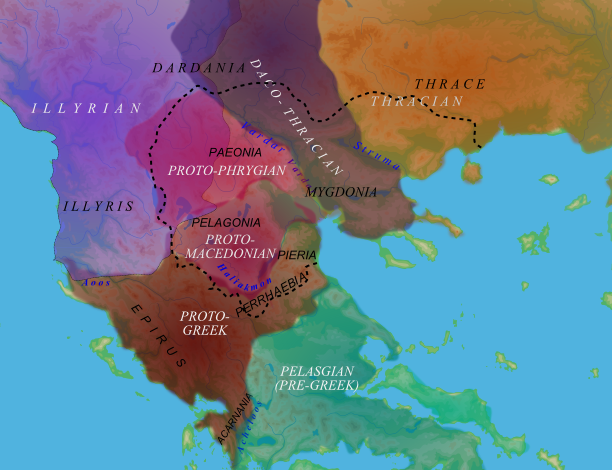
公元前第三个千年末期，马其顿地区的语言区，出自Georgiev, Map 2 "Introduction to Indo-European Languages"

祭祀活动的显著证据发现于普罗玛霍纳斯 –托波尔尼卡（Topolnica），遗迹横跨了塞雷北部的希腊-保加利亚边境线。其中一个深坑似乎原来是个地下室，坑里有着残骸的连续层，包括大量雕像，公牛头骨，陶器（其中一些有着罕见、不寻常的外观）。
尽管绵羊和山羊在牲畜中的地位有所下降，这一时期的农耕经济延续了在在新石器时代初期的做法，酿酒葡萄的种植也被充分证明。
在希腊北部，发现的新石器时代时期的墓穴很少，无法对样式做出明晰的推断。但是随葬品似乎非常有限。

### 古马其顿

马其顿王国的形成过程

马其顿的古典时期从前500年到前146年，地理上包括马其顿、伊利里亚和色雷斯三部分。这片土地上，有培奥尼亚、达尔达尼亚、马其顿和培拉贡尼亚四个王国，一些部落（如阿格里安人），以及希腊城邦的殖民地。在马其顿兴起之前，当地南部的部分地区生活着布利吉人的部落，而西部（即上马其顿）则有马其顿人和伊利里亚人聚居。伊利里亚人和马其顿人之间发生战争的时候，布利吉人很可能与马其顿人和平共处。在古典希腊时期，培奥尼亚王国最初占据了整个阿克西厄斯河流域及周边地区，包括现在希腊马其顿地区的北部，马其顿共和国的大部分，以及保加利亚西部的一小部分。到公元前500年，马其顿王国的统治中心应位于下奥林波斯山南麓与阿利阿克蒙河最浅河段之间的某处。波希战争期间，马其顿王国臣服于波斯人，但在普拉提亚战役独立。在腓力二世和亚历山大大帝统治时期，马其顿王国迅速扩张，将整个马其顿地区纳入版图。亚历山大的征服使得希腊文化和思想传播到了当时的近东，但他的帝国在他死后四分五裂。他的将军们将帝国瓜分，建立了各自的基业。马其顿王国被卡山德夺取，直到他在公元前297死亡。虽然马其顿王国依然强大，但它对色雷斯-伊利里安地区的控制力在缓慢衰退。这一时期，但先后被卡山德和安提柯二世击退，整体影响不大。

### 罗马时期

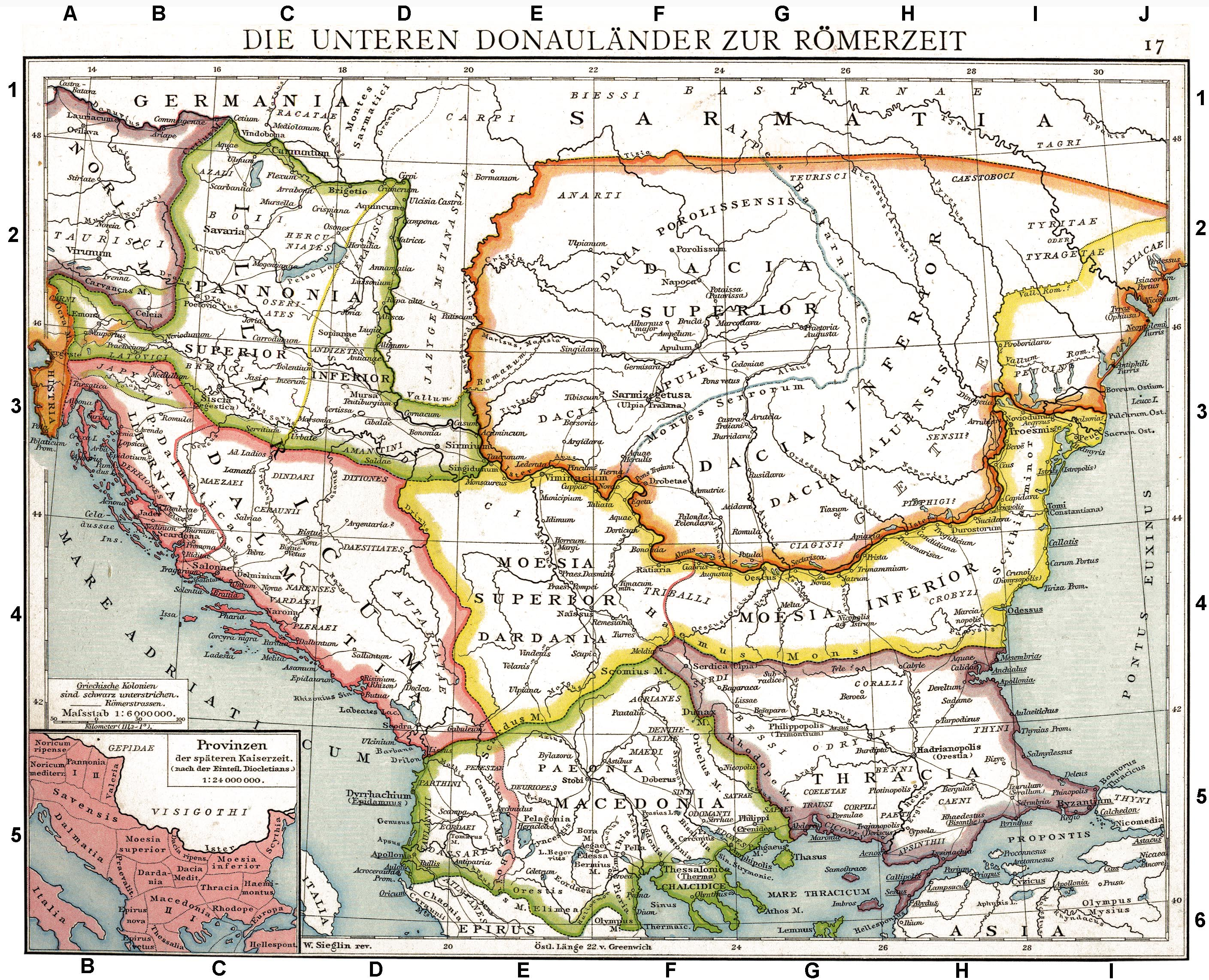
罗马时期的马其顿（图中还包括了培奥尼亚和南伊利里亚）及周边地区，出自Droysens Historical Atlas，1886

公元前2世纪，马其顿对该地区的掌控被崛起的罗马所终结。腓力五世在位期间（前221年－前179年）与罗马人发生两次战争。马其顿在第一次马其顿战争（前215年－前205年）中获胜，但在第二次马其顿战争（前200－前197年）中大败。虽然腓力五世幸免于难，但他的继任者珀尔修斯（前179年－前168年在位）在第三次马其顿战争（前171－前168年）中战败被俘，最终失去了整个王国。马其顿被分成四个罗马附属的共和国，最终在公元前146年被吞并，成为罗马帝国行省。这一时期，通俗拉丁语通过殖民者和军事人员传入巴尔干地区。
随着罗马帝国于公元298年分裂，马其顿的统治者变为拜占庭帝国。约在3世纪到5世纪间，哥特人和匈人的破坏性入侵使得整个地区的人口几近枯竭。尽管如此，拜占庭帝国的其他地区依然蓬勃发展，特别是如塞萨洛尼基这样的沿海城市成为重要的贸易和文化中心。从6世纪初，尽管帝国有着强大的武力，早期斯拉夫人仍然频繁入侵。持续了数个世纪的入侵最终导致了巴尔干地区的人口和文化发生剧烈变化。虽然传统的学术观点认为这是斯拉夫人大量殖民所致，并提出罗马身份认同的广泛消退可能在3世纪就已开始，特别是在那些被征税和饥荒折磨的乡下人中更是如此。在此背景下，人数相对较少的斯拉夫战士和他们的家庭不断渗透，能够同化较多的当地居民——斯拉夫的文化模式有时更具吸引力。通过这种方式，随着时间的推移，大部分马其顿地区被纳入斯拉夫部族的控制。塞萨洛尼基挡下了一次又一次攻势，拜占庭帝国依旧鼎盛，但斯拉夫文化的影响力在稳步上升。
斯拉夫人的定居点沿着部落和领土的界线分布，拜占庭的希腊史学家称之为「Sklaviniai」。这些定居点间歇性地进攻拜占庭帝国，或是独自进攻，或是有保加尔人或阿瓦尔人协助。大约在公元680年，一群“保加尔人”（很可能是之前阿瓦尔人俘虏的罗马基督徒的后裔）在库柏汗（理论上已经和保加利亚的阿斯巴鲁赫汗同属咄陆部）的带领下，入驻培拉贡尼亚平原，试图夺取塞萨洛尼基地区。当帝国能抽出军队的时候，巴尔干地区的控制权已经易手。君士坦斯二世在位时，俘获了大批马其顿的斯拉夫人，他们被转移到小亚细亚中部，在那里，他们被迫承认拜占庭皇帝的权威，并在帝国的军队中服役。在7世纪后期，查士丁尼二世再次对马其顿的斯拉夫人和保加尔人组织了大规模的远征。他率军自君士坦丁堡出发，征服了众多斯拉夫部落，并在塞萨洛尼基的郊区建立「色雷斯军区」，并攻克了这座伟大的城市。然而在回师途中，他被库柏的斯拉夫－保加尔人伏击，失去了大部分军队和战利品。之后，他失去了皇位。对斯拉夫人的镇压并不彻底，因此尽管取得了一时的成功，该地区的统治仍不稳定，时常有叛乱发生。直至8世纪后期，皇帝都更愿意将防线收缩到南部的爱琴海沿岸。随后从色雷斯和希腊两个军区各分出一部分辖区，合并为新的「马其顿军区」，它与如今马其顿地区的地理位置并不相符，而在更远的东方（以阿德里安堡为中心）。

### 中世纪
约在公元836或837年后，斯拉夫人便从拜占庭的记录中消失了，因为他们已被扩张中的保加利亚第一帝国吸收。公元837年，保加利亚第一帝国吞并了部分马其顿地区，斯拉夫人在马其顿的影响力随着这个国家的兴起而增强。在860年代前期，两个来自塞萨洛尼基的拜占庭希腊人——西里尔与美多德兄弟，创造了斯拉夫人的第一套文字格拉哥里字母（最初用于转录古教会斯拉夫语）因而通常称他们为斯拉夫世界的使徒。他们的文化遗产被中世纪的保加利亚继承并发展，公元885年后，“第一个说保加利亚语的大主教”、圣徒奥赫里德的克莱门特居住在奥赫里德地区（在今马其顿共和国），此地因而成为一个著名的宗教中心。克莱门特与圣徒瑙姆（圣徒西里尔与美多德的另一个弟子）在奥赫里德附近创建了一个蓬勃发展的斯拉夫文化中心（即现在的奥赫里德文学院），在那里，学生们用古教会斯拉夫语、格拉哥里和西里尔字母学习神学。根据纳拉什（今希腊新菲拉泽尔费亚）的铭文，在10世纪初，保加利亚、拜占庭之间的边界大约在塞萨洛尼基以北20公里处。据拜占庭作家约翰·卡米尼亚泰斯的记录，当时 塞萨洛尼基周围的居民除了希腊人以外，还有“斯基泰人”（保加利亚人）和斯拉夫人（兹鲁古比泰和萨古扎泰两个部落）。
10世纪末，拜占庭皇帝约翰一世·齐米斯基斯在970－971年间的罗斯－拜占庭战争中征服了保加利亚东部后，保加利亚第一帝国的政治文化中心转移至现在的马其顿共和国境内。之后，因首都普雷斯拉夫和沙皇鲍里斯二世落入敌手，王权也被在圣索非亚大教堂废黜，保加利亚被拜占庭正式吞并。沙皇保加利亚的萨缪尔建立了新的王朝——科米托普卢特王朝，首都设在奥赫里德，同时也是全保加利亚牧首的所在地。萨缪尔其继任者继续抵抗拜占庭长达数十年，最终在1018年屈服。包括马其顿在内的西保加利亚被并入拜占庭帝国的保加利亚军区，而保加利亚牧首也被降级为奥赫里德大主教。
斯拉夫人起义不断发生，往往受到北边塞尔维亚公国的支持。每次短暂的独立都会被拜占庭迅速镇压。诺曼人和拜占庭此时也处于战争时期，诺曼人从意大利南部发起攻势，一度占领了西北海岸的部分区域。
从12世纪起，部分马其顿地区被拉什卡的塞尔维亚王国征服。在13世纪，继第四次十字军东征后，拜占庭希腊人、萨洛尼卡王国（拉丁十字军建立的短命王国）和保加利亚第二帝国在马其顿的归属上有争议。马其顿南部的大部分处于伊庇鲁斯专制国保护下，后由尼西亚帝国接手；而北部则由保加利亚统治。但1261年后整个马其顿都划归拜占庭统治。直到1341年至1347年间，拜占庭发生内战，塞尔维亚的统治者斯特凡·杜尚趁机扩扩张，并建立塞尔维亚帝国，领土包括全部马其顿地区，以及除了萨洛尼卡、雅典和伯罗奔尼撒以外的希腊的中、北部。杜尚于1355年去世，不久之后帝国分裂，统治马其顿的是武卡欣·姆尔尼亚夫切维奇和他的儿子马尔科·姆尔尼亚夫切维奇。
这时，奥斯曼帝国打败了众多基督教国家（如塞尔维亚、保加利亚和希腊），逐渐威胁着巴尔干地区。1371年，奥斯曼赢得马里查战役后，马其顿地区大部分成为其附庸，在14世纪末被完全吞并。此后近500年间，马其顿都在奥斯曼帝国控制下，在此期间，突厥人的迁入形成了少数族裔。塞萨洛尼基后来成为那些在1492年被西班牙驱逐的塞法迪犹太人的聚居地。

### 复兴

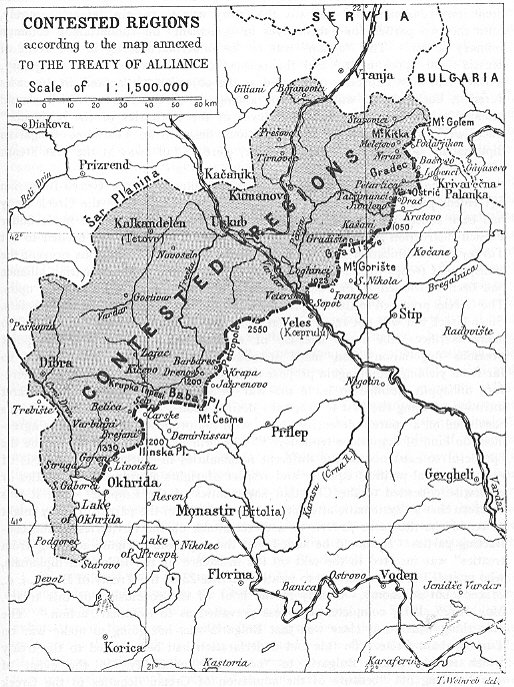
保加利亚和塞尔维亚有领土争议并接受俄国沙皇仲裁的地区

19世纪，希腊、塞尔维亚和保加利亚三国的复国运动兴起后，对奥斯曼帝国在欧洲的领土（被认定为“马其顿”）存在争议，这导致在了19世纪末和20世纪初形成两个阵营，它们需要在突厥人和竞争对手之间分配兵力。
其中最重要的是保加利亚马其顿－阿德里安革命委员会（BMARC，1902年后改为SMARO；另一种版本说，它包括马其顿革命组织（MRO，1902年后改称TMORO））。在戈采·德尔切夫领导下，该组织于1903年发动了伊林登－先知以利亚日起义，目的是取得自治或独立的权利（1902年之前只有保加利亚人可以加入，但后来它邀请“每个马其顿人或奥德林人，不论国籍，团结起来”），希腊人也在1904年至1908年间进行抗争。后因欧洲列强的外交干预，马其顿获得自治权一事被提上议程。
有人声称杂样水果冻（水果或蔬菜沙拉）因当地复杂的人口构成而得名。

### 民族认同和民族主义

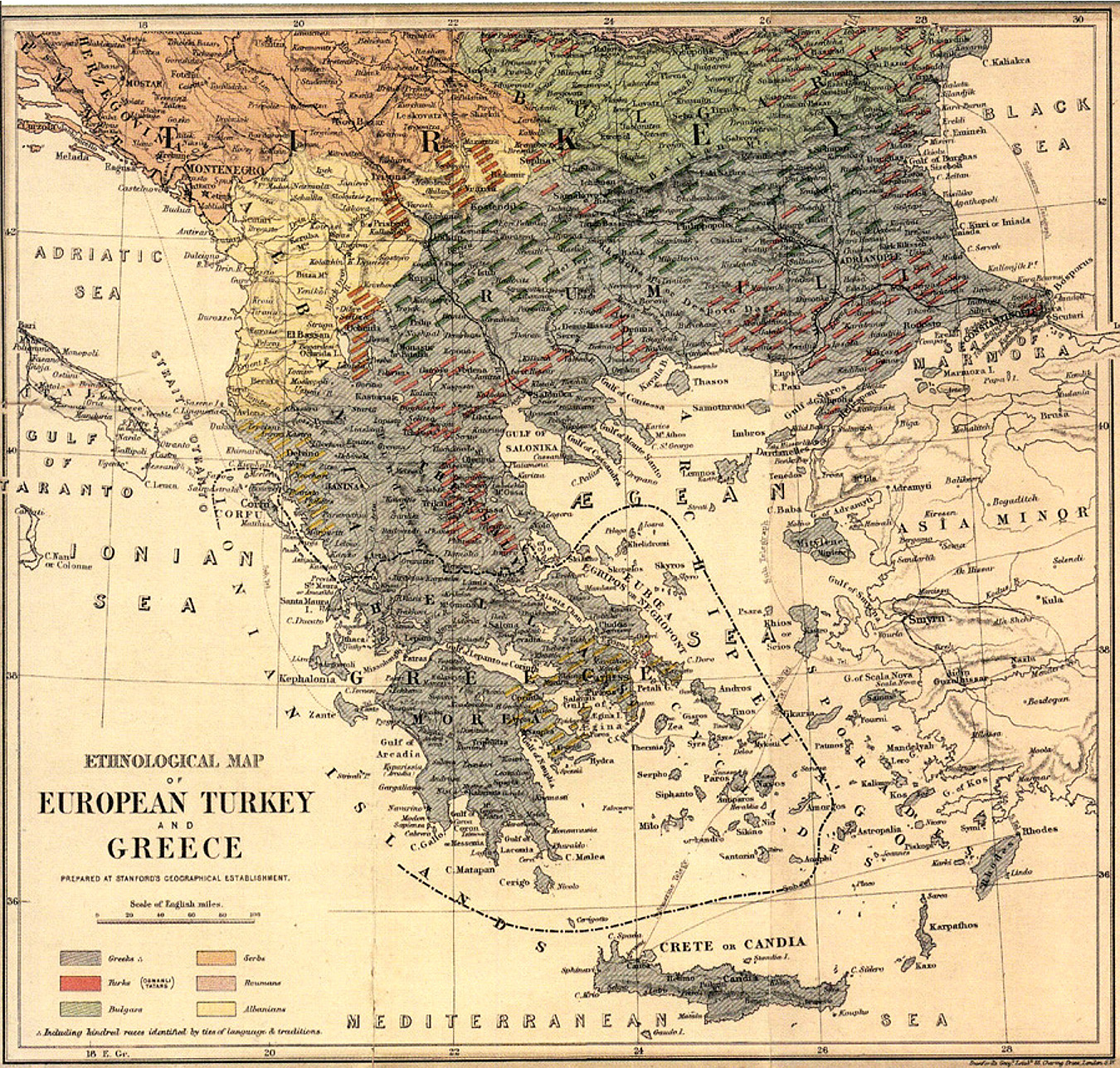
巴尔干半岛民族分布图，由希腊外交官扬尼斯·延纳季奥斯所作，1877年由英国制图师E.斯坦福出版

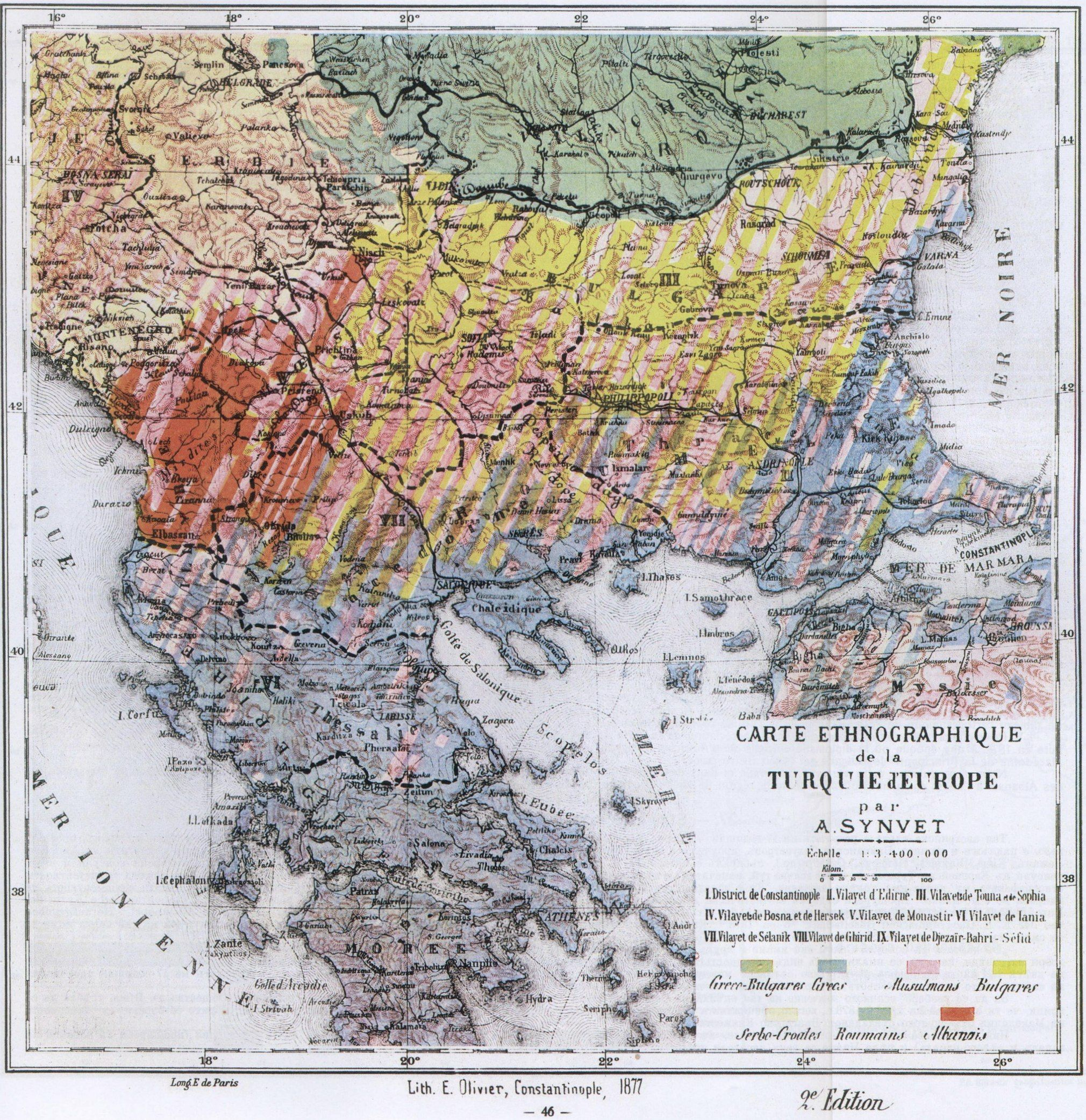
1877年巴尔干半岛的民族分布图，由法国制图师A.桑韦出版。后世的历史学家认为这张图的立场偏向希腊。

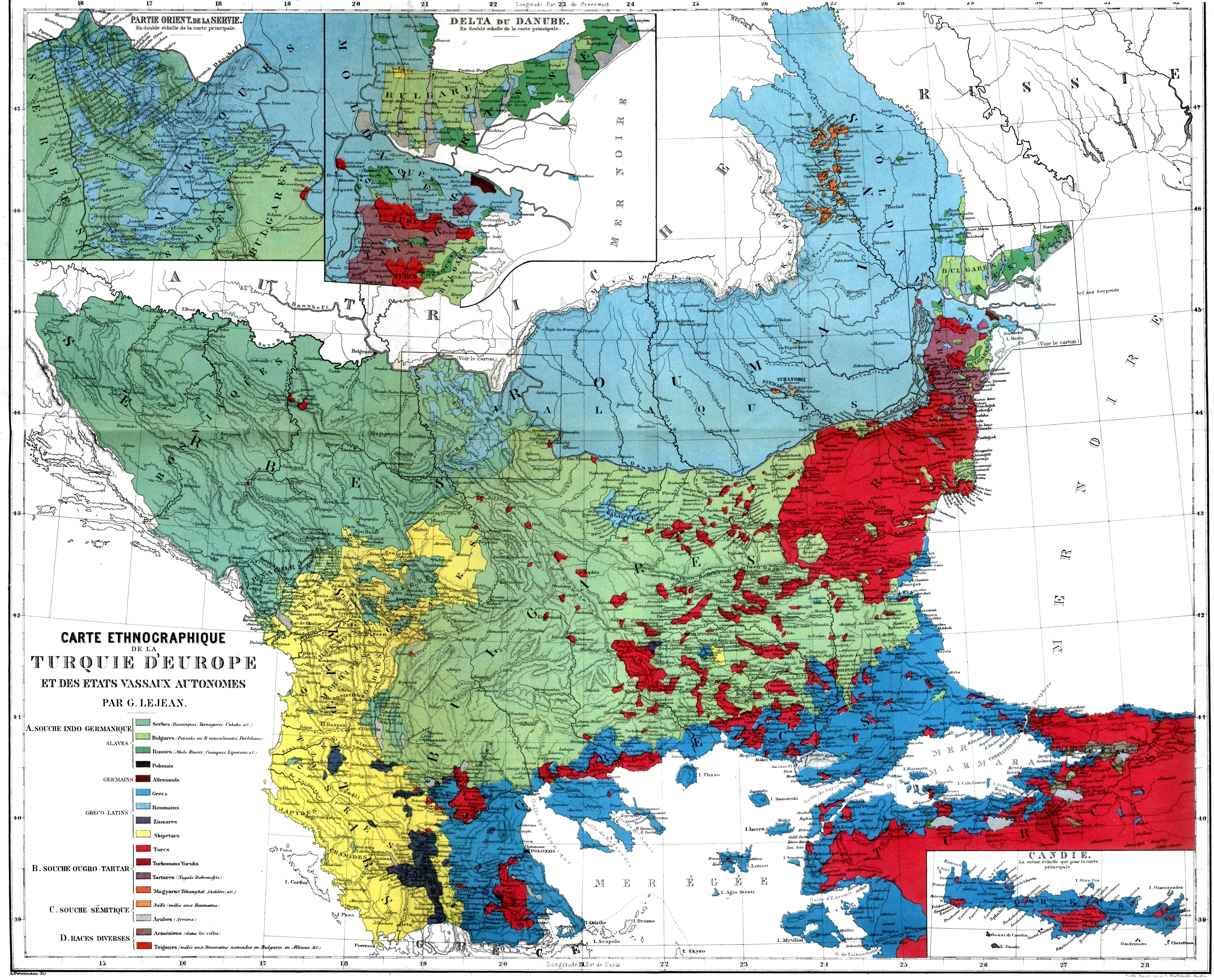
巴尔干半岛的民族分布图，法国民族志学者纪尧姆·勒让作于1861年

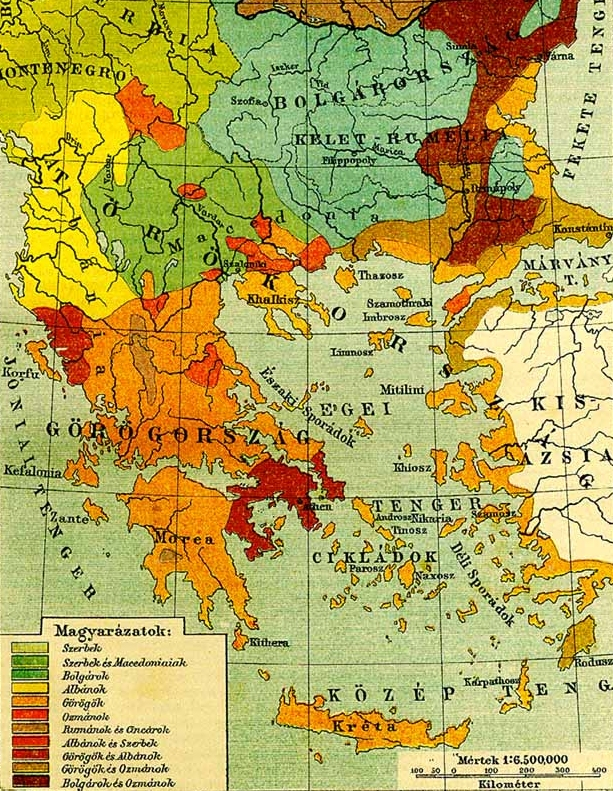
19世纪后期东南欧的民族，1897年版帕拉斯大百科全书：
塞尔维亚族
塞尔维亚人和马其顿人
保加利亚人
阿尔巴尼亚族
希腊人
土耳其人（奥斯曼人）
罗马尼亚人和阿罗蒙人
阿尔巴尼亚族和塞尔维亚人
希腊人和阿尔巴尼亚族
希腊人和土耳其人
保加利亚人和土耳其人

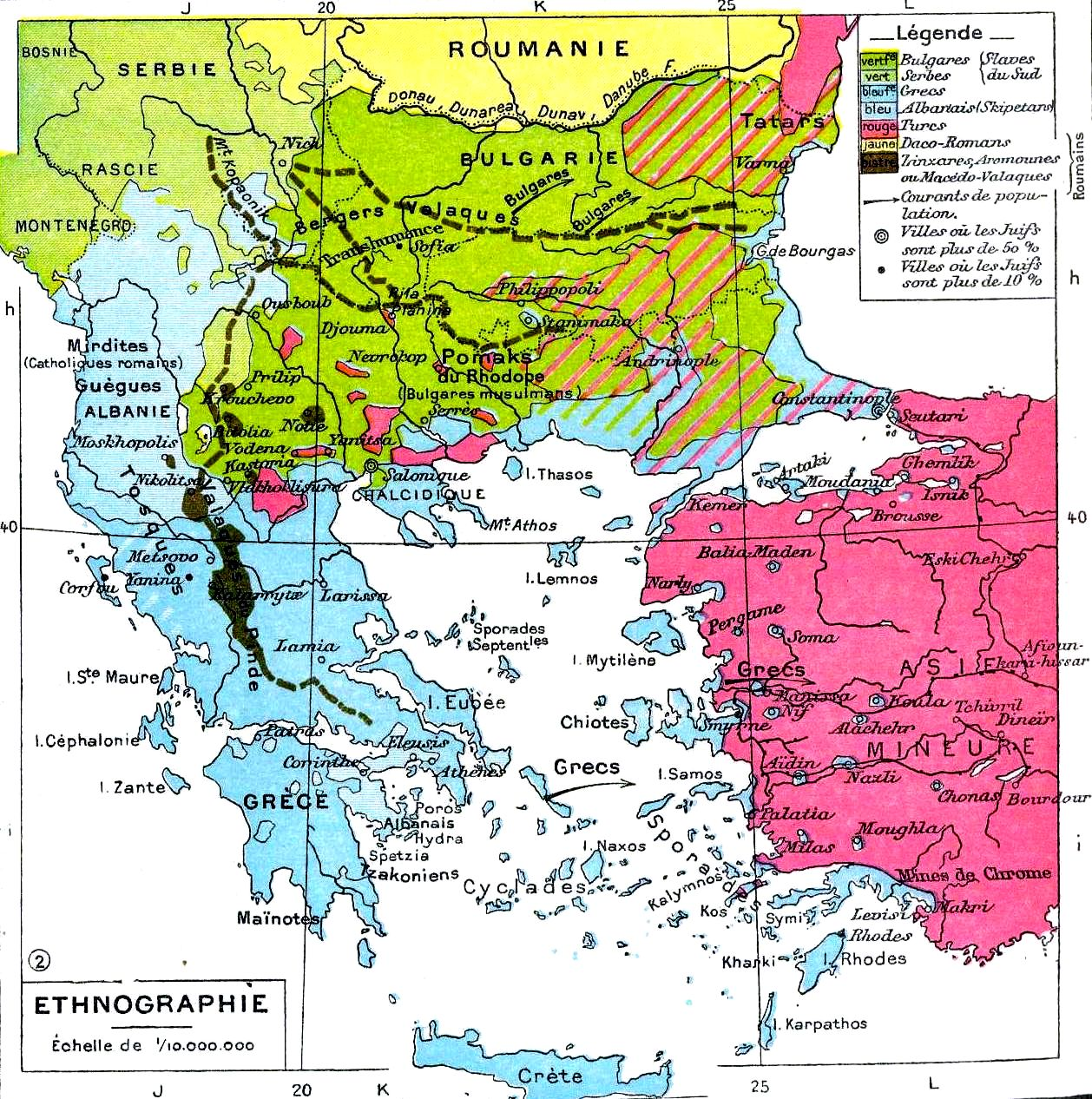
巴尔干半岛民族组成，Atlas Général Vidal-Lablanche, Librairie Armand Colin, Paris, 1898.

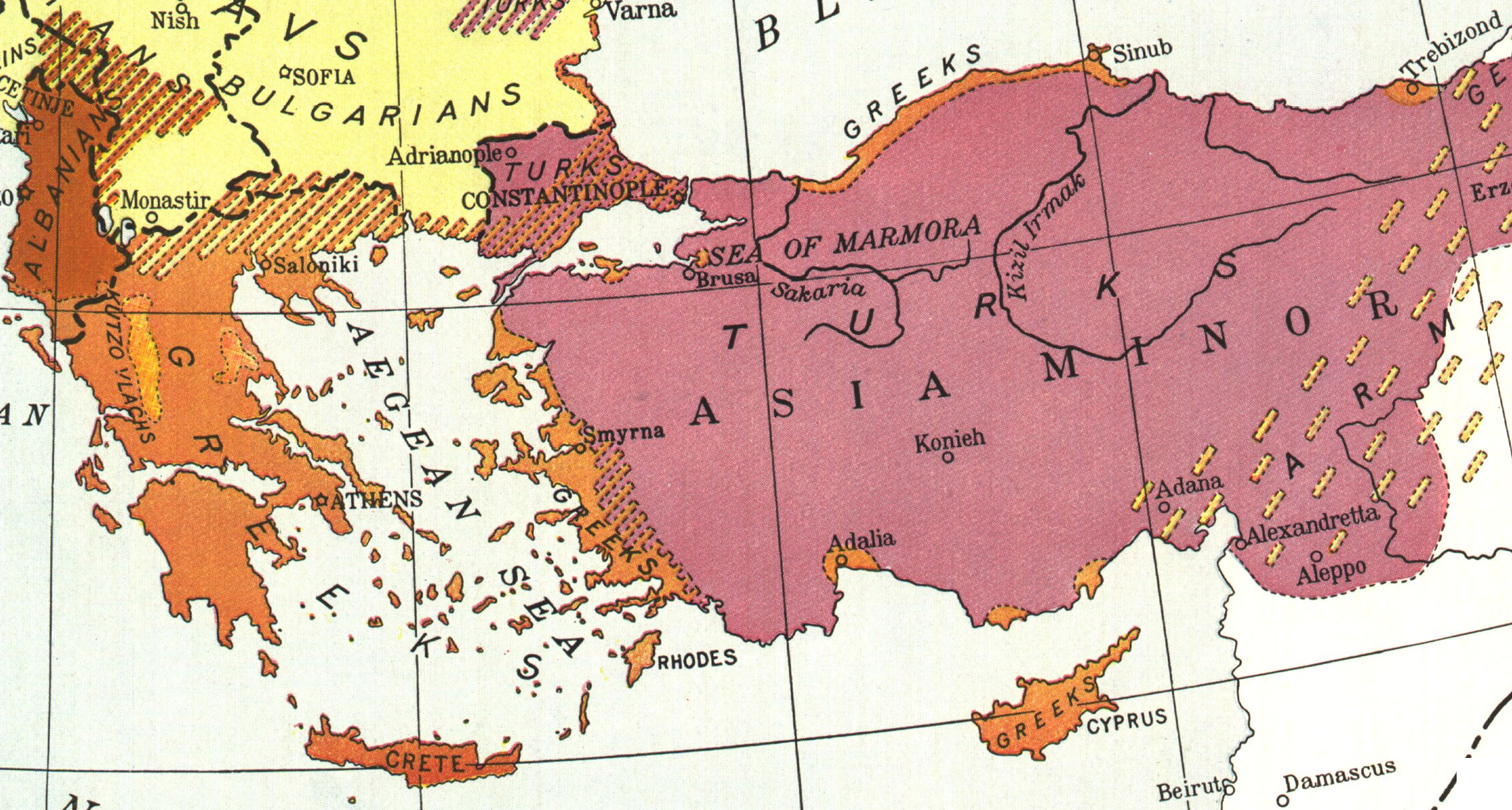
1918年中欧及巴尔干地区民族分布图，La Science et la Vie.

几个世纪以来，马其顿已成为一个多元文化地区。史料记载有：希腊人、保加利亚人、土耳其人、阿尔巴尼亚人、吉普赛人、犹太人和瓦拉几人。从中世纪到20世纪，马其顿地区讲斯拉夫语的人多被认定为保加利亚人或希腊人，偶尔是塞尔维亚人。在保加利亚复兴期间，此地区的许多保加利亚人都支持为了建立保加利亚的文化、教育和宗教机构（包括保加利亚督主教区）的斗争。到了20世纪，“保加利亚人”与“马其顿斯拉夫人”成为同义词，最终变为“马其顿民族”。克尔斯特·米西尔科夫（语言学家和宣传家，著有"On the Macedonian Matters"（1903），被马其顿人标榜为“马其顿国家的创始人之一”）指出：
有些人会问，在过去我们自称为保加利亚人，而且普遍认为只有统一才能强大，为什么我还要说脱离保加利亚人？而且不管怎么说，在我们、我们的父辈、祖辈甚至曾祖辈都被称为保加利亚人的情况下，新的马其顿国家会是什么样子？

希腊领土的演变过程。图中的“马其顿”是希腊的一个省。

自1830年希腊成立以来，边境的限制就令北部（伊庇鲁斯和马其顿）的居民不满。这些问题在1844年得到解决，希腊总理扬尼斯·科莱蒂斯在雅典的制宪会议上说：“希腊王国不是希腊，它只是希腊的一部分，最小、最穷的那部分。希腊人，不仅包括王国的居民，也包括住在约阿尼纳、塞萨洛尼基、塞雷斯和奥德林的居民。”他提到的这些属于奥斯曼帝国的城市和岛屿是伟大理想（指古典希腊的重建或拜占庭帝国的复兴）的一部分。这里有一个重要的观点：对于希腊而言，马其顿是一个有着众多希腊人的、希望并入新希腊的地区。在当时，今天的马其顿共和国的称呼是“斯科普里采邑”。
1878年柏林条约再次改变了巴尔干的局势。该条约将马其顿和色雷斯重新划归奥斯曼帝国。塞尔维亚、罗马尼亚和黑山获得完全独立，并从奥斯曼帝国获得一些领土。俄罗斯将在1879年5月前保持在保加利亚和东鲁米利亚的军事顾问。奥匈帝国获准占据波斯尼亚、黑塞哥维那和新帕扎尔桑札克。柏林会议也迫使保加利亚（于同年早些时候的圣斯特凡诺条约中获得自治）将其领土的一半以上交还奥斯曼帝国，这其中就包括了马其顿。当初在俄国的施压下，加上保加利亚人、保加利亚督主教区的信徒众多，将绝大部分马其顿划给保加利亚。领土损失令保加利亚不满，这在之后的70年间刺激了许多保加利亚政治家，他们试图审查条约——不管使用和平或是武力手段，还想将所有他们宣称保加利亚人占多数的土地统一起来。此外，塞尔维亚对马其顿也很感兴趣，在此之前保加利亚的竞争对手只有希腊，而希腊直到1881年接收色萨利后才与马其顿接壤。柏林会议并未建立一个永久性的制度，因而使得围绕土耳其欧洲部分（包括所谓的马其顿地区）的纷争再度开始。在随后的几年中，所有的邻国都瞄准了土耳其的欧洲部分，但在自身限制、奥斯曼的军队和列强在该地区的领土野心下进退维谷。
塞尔维亚的政策有着明显的反保加利亚倾向，试图阻止保加利亚影响马其顿的居民。另一方面，保加利亚利用其宗教机构的权力（成立于1870年的保加利亚督主教区）推广它的语言，让更多的人认同保加利亚。此外，因君士坦丁堡普世牧首区长期在希腊人不多的村庄创办希腊语和希腊文化的学校，希腊在保护其利益方面处于有利地位。这样一来，牧首区就和以同样方式推广保加利亚文化的督主教区产生纷争。事实上，属于哪个教区可以决定一个人的国家认同。简单地说，如果一个人支持牧首区，他将被视为希腊人；而如果他支持督主教区，他将被视为保加利亚人。然而在当地，村民们有时不能自由表达自己所属的教区，有很多武装团体试图捍卫并（或）扩大自身领土。一些武装团体是当地人自行组织的，其他的则是由保护国派遣而来。
然而竞争者的主要目的并非增加自身在马其顿的影响，而仅仅是为了防止马其顿屈从于对方的影响。这种往往采取暴力让民众“选边站”的手段使得一部分人对双方都很抵触。爱好和平的马其顿农民承受着巨大的压力，这对塞尔维亚和保加利亚推行各自种族理念的计划形成阻碍，最终形成了明显的社会落差。驻贝尔格莱德的英国大使在1927年说：“目前，不幸的马其顿农民处于锤子和铁砧之间。某一天，‘非正规兵团’来到他家，强迫他提供食宿和金钱，第二天警官们就以这个罪名把他扔到监狱里；马其顿人是热爱和平、相当勤劳的农民，如果（塞尔维亚）政府给他适当的保护、教育、免于疟疾和良好的交通，他似乎应该和10年前成为保加利亚人一样，成为塞尔维亚人。”这场比赛拔河比赛使得“马其顿国家认同”这一理念的发展受到阻碍和推迟。此外，当周边国家的帝国主义计划可能导致马其顿的分裂时，一些马其顿知识分子（如米西尔科夫）提出创立“马其顿国家认同”，这可以让马其顿斯拉夫人与保加利亚人、塞尔维亚人和希腊人相区分。
以塞尔维亚或保加利亚的方式给马其顿斯拉夫人施洗，旨在证明这些国家在马其顿地区的领土要求是合法的。希腊方面，由于宗主教创办的学校传播希腊认同，因而可以更轻松地维持控制。出于同样的原因，保加利亚在1871年筹备督主教区政府时，将马其顿人视为“兄弟”，以防止民族多元化。另一方面，塞尔维亚无法建立塞尔维亚语学校，只能用宣传的方式来扩大影响。塞尔维亚认为马其顿的起源神话和保加利亚的分类法（将马其顿人视为鞑靼人而非斯拉夫人）会让讲斯拉夫语的马其顿人认同保加利亚，因此他们强调“马其顿人”的特点是介于塞尔维亚人和保加利亚人之间的阶段。综上所述，塞尔维亚的宣传试图使马其顿人有自己的民族认同，以减少保加利亚的影响，这就是“马其顿民族”。保加利亚从未承认斯拉夫马其顿人的种族多样性，或是为“马其顿民族”这个词赋予地理意义。1893年保加利亚建立了马其顿内部革命组织（VMRO）旨在对抗塞尔维亚和希腊在马其顿的活动。VMRO希望在革命运动中获得答案，为此他们发动了伊林登起义（1903年）以解放一些奥斯曼帝国的领土。保加利亚用这个手段使马其顿的问题国际化。伊林登事件改变了希腊的立场，它决定采取准军事行动。为了保护希腊马其顿人和希腊的利益，希腊派遣人员训练游击队并组织民兵（被称为makedonomahi，即马其顿战士），以对抗保加利亚。之后，战争便成了解决马其顿问题的唯一手段。
然而在1908年之后，阿尔巴尼亚的崛起和土耳其民族主义迫使希腊、塞尔维亚和保加利亚放弃在马其顿问题上的分歧，并于1912年结为联盟以对抗奥斯曼帝国。无视了国内支持建立一个“由基督徒掌权的马其顿自治省”的舆论，保加利亚政府与塞尔维亚在战前约定，将该地区划分为两部分：两国有争议的部分——即分割线西北部——将在战后接受俄国沙皇仲裁；塞尔维亚正式宣布放弃对分割线东南部的领土声明，此地将归属于保加利亚。但希腊和保加利亚的战前条约中并没有对被征服地区的划分达成任何协议——显然两国都想竭尽所能地占地盘，它们的目光都投向了塞萨洛尼基。

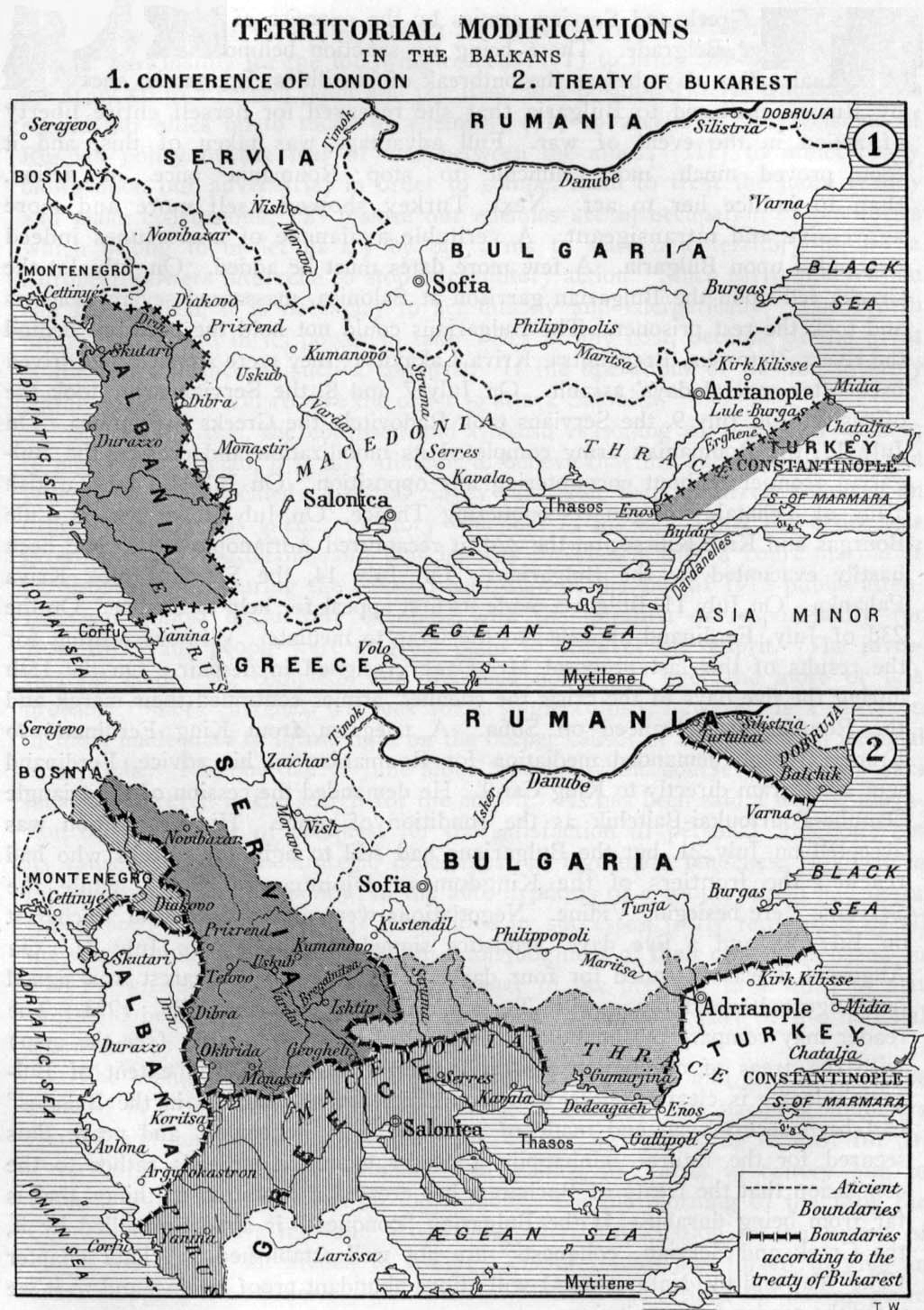
两次巴尔干战争（1912–1913年）之后的分界线

第一次巴尔干战争中，保加利亚、塞尔维亚、希腊和黑山几乎占据了所有奥斯曼帝国在欧洲的领土。保加利亚在色雷斯一线与奥斯曼主力正面交锋。它在第一次巴尔干战争中的军费和伤亡人数比其他三国的总和还高。马其顿被希腊、塞尔维亚和保加利亚占领。1913年5月，奥斯曼帝国签署伦敦条约，将马其顿让渡给巴尔干同盟，但并未对分配方式做出详细说明，这加深了盟国之间的裂痕。因阿尔巴尼亚的独立阻碍塞尔维亚进入亚得里亚海，塞尔维亚请求搁置战前条约，并要求保加利亚在领土上作出更大的让步。同年5月，希腊和塞尔维亚签署塞萨洛尼基密约，规定根据实际控制的领土划分马其顿。为了领土，塞尔维亚、希腊以及保加利亚开始备战。
1913年6月，保加利亚沙皇斐迪南一世，既未咨询政府，亦未经宣战，即下令军队突袭希腊军和塞尔维亚军的驻地，引发第二次巴尔干战争。保加利亚部队全线溃退。塞尔维亚军队在达到所有领土目标后停止行动，保加利亚军得以喘息。在过去的两天中，保加利亚人计划在克雷斯纳峡谷挡住希腊军。然而与此同时，罗马尼亚军队越过不设防的保加利亚北部边境，轻而易举地进逼索非亚。罗马尼亚干涉战争是为了以满足其对保加利亚的领土要求。奥斯曼帝国也从中作梗，重新控制了包括埃迪尔内的东色雷斯。第二次巴尔干战争（也称联盟内战）留给保加利亚只与斯特鲁马河谷和一小部分色雷斯（包括一些爱琴海边的小港口）。瓦尔达尔马其顿并入塞尔维亚，随后被称为南塞尔维亚。南马其顿（爱琴马其顿）并入希腊，此后被称为希腊北部。第二次巴尔干战争给该地区带来了深重灾难。在六月底的军事行动中，希腊军队在保加利亚驻地，基尔基斯镇纵火，基尔基斯和塞雷周边有超过160个村庄的约50,000名难民涌入保加利亚。作为报复，保加利亚军队也在希腊军在塞雷的驻地纵火，同时武装了兹拉马地区的穆斯林，这导致了一场针对希腊平民的大屠杀。

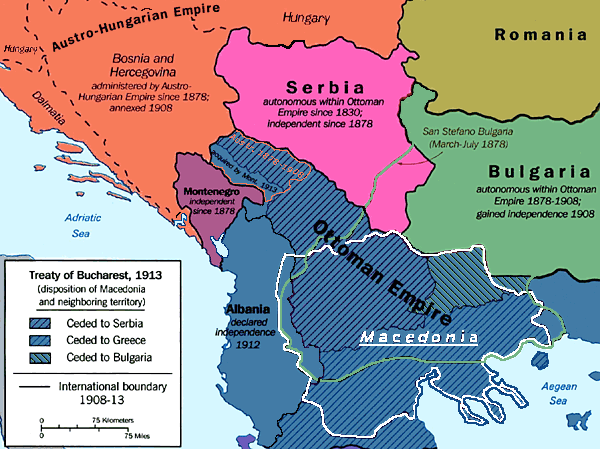
1913年，马其顿被瓜分

1915年9月，希腊政府允许协约国军队在塞萨洛尼基登陆。1916年，亲德的希腊国王同意了德国的要求，让同盟国的军队进入希腊马其顿攻击塞萨洛尼基的保加利亚军。其结果是保加利亚占领了希腊马其顿的东部，包括卡瓦拉的港口。然而随着协约国于1918年胜利，该地区重归希腊版图。在1922年希腊军蹂躏小亚细亚后，希腊用希腊马其顿的土耳其人与土耳其色雷斯和安纳托利亚的希腊居民希腊土耳其人口互换，这使得爱琴马其顿的人口迅速增加，希腊人成为多数族裔。塞尔维亚治下的马其顿在1918年并入塞尔维亚－克罗地亚－斯洛文尼亚王国（即后来的南斯拉夫王国），随后在20世纪20年代到30年代间经历了迅猛的“塞尔维亚化”进程。
第二次世界大战中，该区域的边界再次变化。德军占领该地区时，大部分南斯拉夫马其顿和一部分爱琴马其顿被移交给保加利亚管理。在保加利亚治理东希腊马其顿期间，大约100,000名来自该地区的保加利亚难民重返故里，也许有同样多的希腊人被驱逐或逃离至希腊。西爱琴马其顿被意大利占领，与西南斯拉夫马其顿并入意大利占领的阿尔巴尼亚。希腊马其顿的其余部分（包括所有的海岸）被纳粹德国占领。纳粹大屠杀中最严重的罪行之一就发生在这里，塞萨洛尼基的60,000名犹太人被驱逐到波兰集中营，只有几千人存活。
1944年，红军进军巴尔干半岛，迫使德军撤退，马其顿获得解放。保加利亚政府执意不从希腊领土撤军，在美国和英国的施压下，马其顿恢复了战前边界。保加利亚马其顿迅速恢复常态，但南斯拉夫马其顿的保加利亚爱国者经受了来自贝尔格莱德当局的种族清洗，而希腊马其顿则在希腊内战（1944.12－1949.10）中遭到破坏。
内战之后，大批在保加利亚和南斯拉夫避难的前希腊人民解放军战士（他们形容自己是“马其顿民族”）被希腊当局禁止重返。他们中的大多数因在德占希腊期间的罪行被指控。

### 巴尔干战争与二战

#### 巴尔干战争
巴尔干诸国对于奥斯曼帝国即将崩溃欢欣不已，这令它们得以收复在欧洲的领土。1908年的青年土耳其革命是一次令民众对帝国现代化期望落空的民族主义运动，它加快了奥斯曼帝国对巴尔干占领的终结。为此，巴尔干诸国在1913年春季结为同盟。第一次巴尔干战争于在1912年八月爆发，历时6周，由黑山向奥斯曼帝国宣战，后者最终面对在色雷斯、马其顿、阿尔巴尼亚北部和南部以及科索沃四线作战的境况。马其顿的作战条件很恶劣。希腊和保加利亚不約而同、孤注一掷地向塞萨洛尼基进军，兵临城下的处境使得奥斯曼帝国从马其顿撤军。希腊军捷足先登，占据了塞萨洛尼基；成功變成戰爭唯一的受益者。這成為巴爾幹同盟在“第一次巴尔干战争的唯一收穫”。格兰尼说：“这是场有利于希腊人的战争”。
第一次巴尔干战争从土耳其人手中解放了巴尔干半岛，并解决了除马其顿以外的重大争议。1913年春，在新得的领土上，塞尔维亚和希腊开始“塞尔维亚化”和“希腊化”，而保加利亚则要面对犹太人和土耳其人带来的一些困难。保加利亚做梦都想占据塞萨洛尼基，他们正在为此备战。1913年6月，保加利亚军队接受密令，突袭塞尔维亚人。希腊和塞尔维亚曾于同年5月签署双边防御协议，因此两国决定在保加利亚最虚弱的时刻回击——保加利亚在上个冬天损失惨重。此外，罗马尼亚也因觊觎保加利亚的土地而与之开战。
1913年8月签订的布加勒斯特条约令保加利亚失去了之前的大部分战果。大半马其顿被划入南塞尔维亚，如今的马其顿共和国一带和爱琴马其顿则成为北希腊。希腊的领土和人口几近翻倍，其北部边界自巴尔干战争后至今少有变动。塞尔维亚得到瓦尔达尔省（现在的马其顿共和国）后，便将视线转向爱琴海，以塞萨洛尼基为最高目标。然而从保加利亚获得大量人口的希腊在巴尔干战争胜利后不久，就计划将爱琴海地区的斯拉夫人同化。
许多马其顿的志愿者加入保加利亚军，他们以保加利亚–亚德里安堡志愿军等部队的名义与敌军战斗。

#### 一战
在马其顿战役后，马其顿地区的现状保持不变。1918年，塞尔维亚–克罗地亚–斯洛文尼亚王国（1923年更名为南斯拉夫王国）的成立预示着斯科普里既没有特别的管理制度，也不会承认任何形式的马其顿民族认同。实际上，由于北马其顿最终被塞尔维亚征服，对马其顿身份认同的声明一直停留在口头上。
1917年俄国革命后，塞尔维亚马其顿的局势发生变化。据斯费塔斯所述，共产国际处理马其顿问题的方式取决于政治环境。20世纪20年代初，共产国际的立场是支持马其顿成为一个唯一独立的巴尔干苏维埃民主政权。实际上，苏联希望的是保加利亚的共产主义者和保加利亚–马其顿各社团组成同一战线，搅乱巴尔干半岛的局势。在共产国际的保护下，马其顿内部革命组织（IMRO）将“一个独立的马其顿”理念升级成“一个巴尔干诸国的联邦”，将全体马其顿人统一起来。但数年后保加利亚在第二次世界大战中加入轴心国一方，苏联便停止了支持。

#### 二战
1941年，德军准备从罗马尼亚入侵希腊，在到达保加利亚边境后，向保加利亚提出军事通行权。在武力威胁下，沙皇鲍里斯三世别无选择，在1941年3月1日正式加入法西斯阵营。由于《苏德互不侵犯条约》的存在；沒有激起民意反彈。
1941年4月6日，尽管加入了轴心国，在入侵南斯拉夫之战和希腊战役的初期，保加利亚政府仍然消极怠工。在德、意、匈三国军队击溃南斯拉夫和希腊之际，保加利亚仍然袖手旁观。南斯拉夫政府于4月17日投降，希腊政府则坚持到了4月30日。4月20日，保加利亚不再观望，派军进入爱琴海地区，试图夺取色雷斯以获得爱琴海出海口，以及东马其顿和大部分东塞尔维亚。所谓的瓦尔达尔省被保加利亚和意大利瓜分，意大利占据了西部，而保加利亚对马其顿的占领被当地居民视为压迫，原本关系良好的两国逐渐疏远。
德占希腊时期（1941–1944），抵抗组织以希腊共产党（KKE）及其军事部门民族解放阵线（EAM）、希腊人民解放军（ELAS）为主。尽管民族解放阵线的许多成员都是斯拉夫人，却分为两派：保加利亚-希腊派和马其顿派。为了扬长避短，希腊共产党找上了南斯拉夫共产党领导人约瑟普·布罗兹·铁托，双方合作建立了马其顿的民族解放阵线。雄心勃勃的铁托亦为希腊马其顿制定了计划，成立了马其顿民族解放阵线反法西斯会议（ASNOM），使摆脱压迫的意愿在全马其顿传播开来。此外，希腊共产党在“大马其顿”一事上颇为积极，直到它意识到“在内战中取得胜利”如同镜花水月一般。此后，两个民族解放阵线因政见不合而分道扬镳，马其顿民族解放阵线于1944年被驱逐出希腊。

#### 战后
战争的结束并未给希腊带来和平。政府军和民族解放阵线之间爆发了激烈的内战，双方伤亡约50,000人。希腊共产党在1949年的战败迫使他们的斯拉夫成员要么离开希腊，要么接受并使用希腊的语言和姓氏。斯拉夫人受到歧视，政府甚至不承认他们是少数族裔。1923年以来，希腊唯一获得国际承认的少数民族是西色雷斯的穆斯林。
由于南斯拉夫马其顿大部分被保加利亚占领，该地区成为铁托唯一没有发展游击队的地区。为了改善这种状况，同时也为了反抗轴心国，1943年“马其顿共产党”在泰托沃成立。同时，保加利亚人的暴力镇压使得他们在平民眼中的形象一落千丈。到战争结束时，“马其顿民族意识几乎不存在，直到民众从痛苦的经历中认识到：无论索非亚或是贝尔格莱德的统治，都令人难以下咽。然而即使没有属于马其顿人的国家，仍有马其顿共产党存在，以共产党为核心，马其顿人民共和国得以建立”。
因此，铁托在战后将南斯拉夫马其顿从塞尔维亚中独立出来。1946年，马其顿社会主义共和国加入新成立的南斯拉夫社会主义联邦共和国，首都为斯科普里。作为切断马其顿人与保加利亚之间关系的一种手段，铁托宣扬“一个独立的马其顿民族”概念。虽然马其顿语非常接近保加利亚语，但其不同之处却被刻意强调；马其顿地区的历史人物也被烙上了马其顿人（而非塞尔维亚人或保加利亚人）的印记。马其顿东正教从塞尔维亚正教会中分裂出去，但并未获得以君士坦丁堡普世牧首区为首的其他东正教会的承认。共产党试图用严厉的惩罚来阻止亲保加利亚的倾向，这一作法直到1991年才停止。
铁托的行为有很多理由。首先，作为一个克罗地亚人，他希望削弱塞尔维亚在联邦内的影响，而在曾属于塞尔维亚的土地上建立一个与塞尔维亚地位相当的国家达到了这个目的。其次，他想断绝马其顿斯拉夫人与保加利亚的关系，因为民众对保加利亚的认同将破坏维护联邦统一的根基。最后，铁托试图以“解放”马其顿的名义，为南斯拉夫日后向他国提出领土要求——包括皮林马其顿（即保加利亚的布拉戈耶夫格勒州）和爱琴马其顿——找到正当理由。设想中的“马其顿国”将是南斯拉夫联邦中的一员，南斯拉夫由此可以进入爱琴海。
早在1944年8月，铁托就显露过这一想法，他在一份公告中声称他的目标是重新统一“1912至1913年间被巴尔干帝国主义者瓜分的马其顿”。为此，他与保加利亚谈判，意图成立一个可能包括阿尔巴尼亚的新联邦，以及在希腊内战中支持希腊共产党一方。1949年希腊共产党战败，铁托亦与苏联和亲苏的保加利亚发生龃龉，重建共产主义的马其顿这一想法遂被摒弃。
希腊和苏联均将希腊斯拉夫人视为希腊内的“第五纵队”，官方不承认他们是少数族裔。经历了第二次世界大战和内战的希腊经济困窘，许多安置在当地的希腊人和说希腊语的当地人移居国外，特别是澳大利亚。希腊的军事独裁在1959至1967年略有放松，此后又施以严格限制。这种情况在希腊恢复民主后逐渐缓解，然而直到20世纪90年代希腊还因“骚扰”马其顿斯拉夫政治家（尽管如此，他们还是成立了彩虹党）一直受到国际人权活动人士批评。在别处在希腊马其顿的其他地方，战后的经济发展活跃，该地区迅速成为希腊最繁荣的地方。沿海的旅游业相当发现，特别是在哈尔基季基半岛。
在忠于苏联的第三国际书记——格奥尔基·季米特洛夫的领导下，保加利亚最初承认了马其顿的存在，它甚至同意皮林马其顿加入南斯拉夫马其顿，基于这个原因，当地人在1946年的人口普查中宣称自己是“马其顿人”。这引发了不满，许多人被监禁或被软禁在马其顿以外的农村地区。在铁托与东方集团决裂后，这个主张即被废除，同时马其顿国和马其顿语的地位也不被承认。
20世纪40年代后，马其顿的历史学家试图将一大批在19世纪保加利亚复兴及武装抵抗运动中的杰出人物宣称为马其顿人，这引发了索菲亚的极大不满。保加利亚多次指责马其顿共和国挪用保加利亚民族英雄和符号、篡改文学作品和历史文献，以便证明马其顿斯拉夫人的民族意识在1940年之前便已存在。保加利亚引述的例子包括：米拉迪诺夫兄弟的民歌集《保加利亚民歌》，塞尔维亚考古学家韦尔科维奇Verkovic以“政治正确”的名义所作的《马其顿的保加利亚人之歌》“作品集”的和“马其顿民歌”。此后几十年间，这个问题给马其顿共和国与保加利亚、前南斯拉夫之间的关系造成了恶劣影响。

## 独立
20世纪90年代初，南斯拉夫马其顿总统基罗·格利戈罗夫试图使自己的共和国不受南斯拉夫内战波及。马其顿的生存依赖南斯拉夫及南斯拉夫共产党的积极支持。在二者都开始崩溃之际，马其顿当局允许并鼓励比之前更强的马其顿斯拉夫民族认同感，例如默许民族主义者“重新统一马其顿”的主张。在马其顿共和国内的阿族人不满于本民族的权利因逐渐兴盛的马其顿斯拉夫民族主义而受到损害。虽然一些塞尔维亚民族主义者倡议让马其顿重新并入塞尔维亚，但鉴于塞尔维亚正忙于与波斯尼亚和黑塞哥维那和克罗地亚之间的战争，而且与波斯尼亚和黑塞哥维那及克罗地亚相比，马其顿境内的塞尔维亚人更少，因而这个倡议没有实现的可能。
20世纪后期，东欧剧变，马其顿与其诸多盟国一道于1991年底宣布从南斯拉夫独立。1991年，社会主义的马其顿共和国举行关于独立的全民公投，赞成独立占据了压倒性的优势。阿尔巴尼亚族人抵制次此公投——尽管他们确实建立了自己的政党，并积极参与政府、议会的工作。马其顿社会主义共和国宣布从南斯拉夫联邦独立，此事并未引发新的冲突。保加利亚随即于1992年2月率先正式承认马其顿共和国的独立。新的马其顿宪法于1991年11月20日生效，并据此组建了基于议会民主制度的政府。基罗·格利戈罗夫成为马其顿独立后的首任总统，继任者为鲍里斯·特拉伊科夫斯基。2001年1月初，阿族民族解放军（UÇK）与马其顿共和国的治安部门发生武装冲突。2001年8月13日，马其顿共和国和阿尔巴尼亚人代表签署奥赫里德和平框架协议，通过给予马其顿的阿尔巴尼亚人更多权利的方式，解决了一部分冲突。2002年1月，对阿尔巴尼亚游击队和叛军的大赦结束了这场冲突，而零星的叛乱持续到年底。

## 与希腊的争议
目前马其顿共和国的所在，只是古马其顿王国的一小部分，关于古王国的其他部分是否应当并入如今的马其顿共和国，一直存在争议。而对于分布在此区域内一小半土地上的斯拉夫人，也存在争议。这些斯拉夫人的先祖于公元6世纪晚期到7世纪早期迁入，使得希腊人在马其顿地区的优势荡然无存。可以想见，对于“马其顿共和国”擅用被希腊视为“希腊符号”的“马其顿”一词，在希腊境内会掀起何等波澜。内战时期的遗留问题本就助长了民族主义者们的愤怒，而对亲南斯拉夫的北部边境少数民族的担忧更是火上浇油。起初，希腊政府正式反对以任何方式使用“马其顿”及其衍生名称为名字，以及使用诸如维吉纳太阳一类符号。1992年，关于马其顿共和国的争论愈演愈烈，以至在雅典引发了一场示威游行；与此同时，一百万马其顿希腊人打着“马其顿属于希腊”的旗号，走上塞萨洛尼基的街头，但示威者只针对“马其顿”这个名字和该地区的历史，并没有对北方的邻居提出领土要求。同年，在马其顿共和国的国名未能获取承认并将其写入宪法后，超过十万的斯拉夫马其顿人在首都斯科普里游行示威。
这场争议不仅发生在民族主义者中间，同时也波及了希腊政坛。希腊的两大政党：康斯坦蒂诺斯·米佐塔基斯领导的保守派新民主党和安德烈亚斯·乔治乌·帕潘德里欧领导的泛希腊社会主义运动，双方都试图超过对方，他们煽动民族主义情绪，鼓吹斯科普里公布的民族统一主义政策造成的长期威胁。而新民主党的分裂又使得情况变得愈加复杂：时任总理米佐塔基斯倾向于在马其顿问题上采取温和的解决办法，而外交部长安东尼斯·萨马拉斯却意图采取强硬手段。两人间的矛盾终至不可调和，萨马拉斯被解职，而米佐塔基斯则兼任外交部长一职。尽管有联合国居中调解，米佐塔基斯仍未能就马其顿问题达成协议。1993年9月，的一名议员加入萨马拉斯创立的政党，新民主党失去执政地位，米佐塔基斯于同年10月下台。
1993年10月的大选之后，帕潘德里欧上台，在马其顿问题上态度强硬。马其顿共和国已将“马其顿共和国”作为国名写入其宪法，联合国建议其以“前南斯拉夫马其顿共和国”这一临时名称获取国际承认，美国和欧盟同意此建议，并正式承认马其顿共和国。这在希腊引发了新一轮的小型游行示威，以反对那些被希腊的盟友称之为“背叛”的行为。帕潘德里欧支持并鼓励游行示威，对马其顿共和国采取“强硬路线”使他甚孚民望。1994年2月，他对马其顿共和国实行贸易禁运，仅允许食品、药品和人道主义援助。这对马其顿共和国的经济而言可谓疥癣之疾，而使其伤筋动骨的是南斯拉夫的解体和因战争失去的中欧市场。此外许多希腊人以借道保加利亚的方式打破了贸易禁运。然而，由于联合国已对马其顿共和国北部的南斯拉夫实行贸易禁运，而南方希腊的贸易禁运切断了马其顿共和国与塞萨洛尼基港的联系，从而困守内陆，对经济造成了不利影响。不久之后，希腊和马其顿共和国之间签订了临时协议，意味着两国之间加强了合作。经济封锁也令希腊付出了政治上的代价，希腊的处境几乎无人理解或同情，它的行为也因被视为蓄意阻挠而惹恼了一些欧盟成员国。尽管一般认为南斯拉夫内战的起因来自于过急承认其解体产生的各个共和国，仍有一些人士批评雅典的行为使巴尔干地区的局势更加紧张，希腊从一开始就不应该走这步棋。此后，希腊只得同意南斯拉夫解体，以换取欧盟在马其顿问题上的支持。1994年，欧洲联盟委员会在欧洲法院起诉希腊，要求解除贸易禁令，虽然临时判决对希腊有利，但在最终判决下达之前，希腊在1995年自行解除了贸易禁令。这是为了“马其顿共和国”和希腊达成“临时协议”，马其顿共和国同意从宪法中删除关于“大马其顿”的任何形式的领土要求，并从国旗上去掉了维吉纳太阳。作为回报，希腊解除了封锁。
大多数国家都承认了马其顿共和国的宪法国名，特别是美国、中国和俄罗斯，以及其邻国保加利亚、塞尔维亚，虽然在联合国使用“前南斯拉夫马其顿共和国”作为临时国名，宪法国名一般只用于双边关系，或是与不承认宪法国名但非争议方的国家之间的关系。
关于国名的争议的讨论从未中断，但到目前为止没有任何决议。希腊政府已将此问题与马其顿共和国加入欧洲联盟和北大西洋公约组织的进程挂钩（更多信息参见马其顿加入欧盟）。
马其顿共和国、克罗地亚和阿尔巴尼亚已具备加入北约的资格，而对这三国的邀请定于在2008年4月于布加勒斯特（罗马尼亚）举办的北约峰会上讨论。峰会开始前，美国总统布什说，北约将做出一项历史性决定，关于三个巴尔干国家——克罗地亚，阿尔巴尼亚和马其顿——的准入权，而美国也会大力支持邀请这些国家加入北约。然而希腊因国名争议提出反对，北约领导者于是决定不邀请马其顿加入。马其顿的与会代表，同时也是就国名问题与希腊谈判的人员抱怨说，马其顿共和国受到惩罚的原因，不是因为它未能达到加入北约的标准，而是因为它一直试图捍卫其国家身份。虽然北约领导人同意一旦争议解决便会邀请马其顿，但至今为止并没有任何进展。
2008年11月，马其顿共和国在海牙国际法院提起诉讼，指控希腊阻止其加入北约违反了两国之间的临时协议。1995年，两国签署了临时协议，马其顿同意在国际组织中的使用临时国名，而希腊承诺不会阻止马其顿加入欧盟和北约。
2009年3月，欧洲议会表示支持马其顿共和国获得加入欧盟的候选资格，并要求欧盟于当年年底前开启入盟谈判，遗憾的是马其顿在获得候选国地位后已经等了三年，这令他们相当泄气，同时给整个地区带来动乱风险。议会还建议该国应迅速解除公民签证的限制。
於2018年6月，希腊與馬其頓就这一争端进行过多次协商并达成一致意见，在普雷斯帕湖簽署马其顿共和国将更名为北马其顿共和国的協議，但要視乎馬其頓全民公投的結果。
2018年10月2日，馬其頓全民公投中有91%選民支持更改國名，惟投票率僅37%，未達50%的有效要求。此後馬其頓仍繼續推動更改國名。2018年10月19日，馬其頓共和國國會以80票贊成和39票反對通過了更改國名的修憲議案；12月3日，國會以67票贊成和23票反對通過了更改國名的修憲草案；2019年1月11日，國會以81票贊成和29票棄權通過了更改國名的修憲法案，實現之前簽署的普雷斯帕協議，但尚須要希臘國會批准協議才能生效。
2019年1月25日，希臘國會以153票對146票通過更改國名協議，歐盟和北約歡迎表決結果。
2019年2月12日，“馬其頓共和國”國號正式改為“北馬其頓共和國”。

## 与保加利亚的争议
关于保加利亚的马其顿人的数量颇有争议，保加利亚的数个人口普查结果相互矛盾。由于保加利亚当局没有公布1946年人口普查中马其顿人数，而来自南斯拉夫的消息称，此次人口普查中约有252,000人宣称自己是马其顿人。1991年，驻伦敦的保加利亚大使馆在指出，那次人口普查中约有169,000人被记录为马其顿人。1956年的人口普查显示保加利亚有187,789名马其顿人。在此期间，马其顿语是皮林马其顿的官方语言。到了1992年，马其顿人的人数变为10,803人，而在2001年只有5,071公民自称为马其顿人。保加利亚政府和舆论在整个期间贯彻了“不承认马其顿人是一个民族”的政策。最近，保加利亚关于这一问题的观点是：第二次世界大战后，保加利亚共产党当局出于压力和报复，无视当地居民对合作的不情愿，针对皮林马其顿地区的保加利亚人制订了对保加利亚马其顿人的政策。从1958年后，来自莫斯科的压力减少，索菲亚转而认为马其顿语并不存在，而布拉戈耶夫格勒州（即皮林马其顿）的马其顿人实际上是保加利亚人。
保加利亚有数个马其顿民族组织：“伊林登传统马其顿组织”，1992年在索非亚市法院注册，后更名为“伊林登马其顿内部革命组织独立派”。1998年，该组织注册成为非政府组织。另一个组织是“伊林登联合马其顿组织（UMO）”，1990年，布拉戈耶夫格勒地区法院拒绝了该组织的注册，因为他们的某些章程违宪。1994年10月，该组织一分为三，之后，其中的两个派系合并成“伊林登–皮林联合马其顿组织”。1998年，皮林马其顿的马其顿人的投诉有五分之二被欧洲人权委员会受理。之后，保加利亚选举委员会于2001年批准了伊林登联合马其顿组织一个派系的登记，因为它已经从其宪章中去除了独立诉求，母组织基本停止活动。至于伊林登–皮林联合马其顿组织，尽管欧洲法院在2005年10月裁定对该组织的禁令侵犯了结社和集会自由的权利，2007年，索非亚市法院仍拒绝为其登记。11月，欧洲议会驻保加利亚报告员和欧洲委员会扩大事务专员敦促保加利亚政府为该组织登记。
20世纪90年代，马其顿激进主义者的骚扰行为被多次投诉。整个90年代，伊林登联合马其顿组织多次试图纪念革命家扬埃·桑丹斯基的逝世，但多被保加利亚警方制止。另据报道，马其顿内部革命组织的激进主义者数次滋扰伊林登联合马其顿组织的成员。
保加利亚的一个马其顿组织发布的名为Narodna Volja（“人民的意志”）的报纸，一共印了2500份。
关于马其顿共和国的激进分子及保加利亚人组织的骚扰事件也有报道。2000年，保加利亚人的团体拉德科协会在斯科普里召开会议之际，一些青少年向会场投掷烟雾弹，引发了与会代表的恐慌和混乱。马其顿宪法法院取缔了该组织，因为它的纲领文件质疑马其顿的宪法法典，并煽动民族对立和宗教仇恨。此后，拉德科协会便鲜少有公开活动。
2001年，拉德科协会在斯科普里发行米拉迪诺夫兄弟的民歌集——《保加利亚民歌》第一版（在马其顿共和国并未使用此名发行，且被视作斯拉夫马其顿人的歌词集）。这本书引发了一波出版潮，其中希腊卡斯托里亚主教的回忆录中记载了希腊和保加利亚在20世纪初的教会纷争，以及卡内基国际和平基金会关于1913年巴尔干战争起因的报告。这些出版物无一例外地将马其顿人视为保加利亚人。在官方宣传中，将马其顿人作为独立民族存在的时间上溯至亚历山大大帝，这批质疑此说法的出版物在国内舆论中引发了剧烈反应和质疑。《保加利亚民歌》出版后，这一丑闻导致马其顿文化部长季米塔尔·季米特洛夫被解职。
自2000年起，对于包括马其顿共和国在内的一系列国家中的保加利亚裔少数民族，保加利亚开始授予其保加利亚国籍。绝大多数申请来自马其顿。截至2004年5月，已有约14,000名马其顿人以保加利亚裔的身份提出申请，其中有4,000人已经拿到了护照。保加利亚的官方人士透露，2000至2006年间，约30,000名马其顿公民申请了保加利亚国籍，保加利亚良好的发展势头以及在未来有机会获得欧盟护照提供了绝佳的吸引力。2006年，前马其顿总理、马其顿内部革命组织－马其顿民族统一民主党主席柳普乔·格奥尔基耶夫斯基加入保加利亚国籍。
保加利亚和马其顿共和国之间就“睦邻友好”达成一致意见，于1999年2月22日发表联合声明 （页面存档备份，存于），并于2008年1月以签署联合备忘录的方式在索菲亚重申此声明。两国开展官方层面的定期交流，以保证双边关系良好。
保加利亚已提议在1999年联合声明的基础上签署新的条约，以保证两国之间的睦邻友好关系，作为回报，保加利亚将支持马其顿共和国加入欧盟。

### 引用
1. ↑  The Ancient Greeks: New Perspectives, Stephanie Lynn Budin, ABC-CLIO, 2004, ISBN 1576078140, p. 12. （页面存档备份，存于）
2. ↑  Entangled Histories of the Balkans: Volume One, Roumen Daskalov, Tchavdar Marinov, BRILL, 2013, ISBN 900425076X, pp. 278-279.
3. ↑  The migrations during the early Byzantine centuries also changed the meaning of the geographical term Macedonia, which seems to have moved to the east together with some of the non-Slavic population of the old Roman province. In the early 9th century an administrative unit (theme) of Makedonikon was established in what is now Thrace (split among Bulgaria, Greece, and Turkey) with Adrianopleas its capital. It was the birthplace of Emperor Basil I (867–886), the founder of the so-called Macedonian dinasty in Byzantinum.（在拜占庭早期，数个世纪的移民也改变了“马其顿”一词的意义——它和旧罗马的非斯拉夫民族似乎一起向东搬迁了。在9世纪初，被称作Makedonikon的行政单位（军区）在现在的色雷斯（分属于保加利亚、希腊和土耳其）成立，以哈德良堡为治所。是皇帝巴西尔一世（867 – 886，拜占庭马其顿王朝的创始人）的出生地。） Historical Dictionary of the Republic of Macedonia, Dimitar Bechev, Scarecrow Press, 2009, ISBN 0810862956, p. Iii （页面存档备份，存于）.
4. ↑  By the beginning of the 9th century the theme of Macedonia, with its capital at Adrianople consisted not of Macedonian but of Thracian territories. During the Byzantine period the Macedonia proper corresponded to the themes of Thessalonica and Strymon. The Ottoman administration ignored the name of Macedonia. It was only revived during the Renaisance, when western schoolars rediscovered the ancient Greek geographical terminology.（到了9世纪初，治所在阿德里安堡的马其顿军区并不包括马其顿地区，而是色雷斯地区。拜占庭时期的“马其顿”对应的是帖撒罗尼迦军区和斯特律蒙军区。奥斯曼政权无视了马其顿之名。直到文艺复兴期间，西方学者对古希腊地理的重新发现才使这个词重见天日。） Brill's Companion to Ancient Macedon: Studies in the Archaeology and History of Macedon, 650 BC - 300 AD, Robin J. Fox, Robin Lane Fox, BRILL, 2011, ISBN 9004206507, p. 35 （页面存档备份，存于）.
5. ↑  When the barbarian invasions started in the fourth through seventh centuries AD in the Balkans, the remnants of the Hellenes who lived in Macedonia were pushed to eastern Thrace, the area between Adrianople (presently the Turkish city of Edirne) and Constantinople. This area would be called theme of Macedonia by the Byzantines... whereas the modern territory of R. of Macedonia was included in the theme of Bulgaria after the destrution of Samuels Bulgarian Empire in 1018.（在公元4至7世纪，蛮族入侵巴尔干地区之际，马其顿的残余希腊人被驱向东色雷斯阿德里安堡（今土耳其埃迪尔内）和君士坦丁堡之间的区域。这个区域后来被拜占庭称为马其顿军区……而现在马其顿共和国的领土在当时属于保加利亚军区（1018年，塞缪尔的保加利亚帝国灭亡后建立）。） Contested Ethnic Identity: The Case of Macedonian Immigrants in Toronto, 1900-1996, Chris Kostov, Peter Lang, 2010, ISBN 3034301960, p. 48. （页面存档备份，存于）
6. ↑  The ancient name 'Macedonia' disappeared during the period of Ottoman rule and was only restored in the nineteenth century originally as geographical term.（“马其顿”这一古老的名字在奥斯曼帝国统治时期消失，直到十九世纪才作为地理名词再度出现。） The Oxford Handbook of the History of Nationalism, John Breuilly, Oxford University Press, 2013, ISBN 0199209197, p. 192. （页面存档备份，存于）
7. ↑  The region was not called "Macedonia" by the Ottomans, and the name "Macedonia" gained currency together with the ascendance of rival nationalism.（奥斯曼帝国并未将该地区称为“马其顿”，而“马其顿”一名也伴随着竞争对手民族主义者的优势流传开来。） Collective Memory, National Identity, and Ethnic Conflict: Greece, Bulgaria, and the Macedonian Question, Victor Roudometof, Greenwood Publishing Group, 2002, ISBN 0275976483, p. 89 （页面存档备份，存于）.
8. ↑  "Macedonia Redux", Eugene N. Borza, The Eye Expanded: Life and the Arts in Greco-Roman Antiquity
9. ↑  .   [2016-04-28]. （原始内容存档于2009-09-16）. （页面存档备份，存于）
10. ↑  "Northwestern Greece is home to an indeterminate number of citizens who speak a Slavic dialect at home, particularly in Florina province. Estimates ranged widely, from under 10,000 to 50,000. A small number identified themselves as belonging to a distinct ethnic group and asserted their right to "Macedonian" minority status" . 31 March 2003  [2016-04-28]. （原始内容存档于2009-08-30）. （页面存档备份，存于）
11. ↑  Mccann, Matt. . International Herald Tribune.   [7 February 2013]. （原始内容存档于2008-08-30）. （页面存档备份，存于）
12. ↑  . Vmacedonianews.com. 16 July 2006  [7 February 2013]. （原始内容存档于2009-01-14）. （页面存档备份，存于）
13. ↑  Wood, Nicholas. . The New York Times. 23 July 2006  [5 April 2010]. （原始内容存档于2020-11-21）. （页面存档备份，存于）
14. ↑  .   [2007-11-19]. （原始内容存档于2007-11-19）. Archive.today的存檔，存档日期2007-11-19
15. ↑  byRene Beekman. . The Sofia Echo. 17 December 2007  [7 February 2013]. （原始内容存档于2009-01-12）. （页面存档备份，存于）
16. ↑  R.J. Rodden and K.A. Wardle, Nea Nikomedia: The Excavation of an Early Neolithic Village in Northern Greece 1961–1964, Vol I, The Excavation and the Ceramic Assemblage, British School at Athens Supplementary Volume 25, 1996
17. ↑  A.C. Renfrew, The autonomy of the south-east European Copper Age, Proceedings of the Prehistoric Society 35 1969: 12–47.
18. ↑  Stella G. Souvatzi, A Social Archaeology of Households in Neolithic Greece: An Anthropological Approach Series: Cambridge Studies in Archaeology, 2008, 166–178
19. ↑  Colin Renfrew, Marija Gimbutas and Ernestine S. Elster 1986. Excavations at Sitagroi, a prehistoric village in northeast Greece. Vol. 1. Los Angeles : Institute of Archaeology, University of California, 1986, Monumenta archaeologica 13; E. Elster and C. Renfrew, Prehistoric Sitagroi: Excavations in Northeast Greece, 1968–1970, vol. 2: The Final Report, Monumenta Archaeologica 20 (Los Angeles: Cotsen Institute of Archaeology at UCLA, 2003), ISBN 1-931745-03-X
20. ↑  Vladimir Georgiev - The Genesis of the Balkan Peoples, The Slavonic and East European Review, Vol. 44, No. 103 (Jul., 1966), pp. 285-297
古马其顿人与希腊人密切相关，而且马其顿语和希腊语都有传自公元前第三个千年下半叶的希腊-马其顿语的土话。
21. ↑  Stella G. Souvatzi, A Social Archaeology of Households in Neolithic Greece: An Anthropological Approach
Series: Cambridge Studies in Archaeology, 2008, 217–220
22. ↑  Thucydides. The Peloponnesian War,2.99.
23. ↑  Borza, Eugene N. In the Shadow of Olympus: the Emergence of Macedon. Princeton, New Jersey: Princeton University Press, 1990, ISBN 0-691-00880-9, p. 65. "There is no record of conflict between the Bryges and the local population; they are described as synoikoi ("fellow inhabitant" or neighbors) of the Macedonians."
24. ↑  .   [2016-04-28]. （原始内容存档于2008-04-18）. （页面存档备份，存于）
25. ↑  N.G.L. Hammond, "Connotations of 'Macedonia' and of 'Macedones' Until 323 B. C.", The Classical Quarterly, New Series, Vol. 45, No. 1, (1995), p. 122
26. ↑  The Celts. A history. Daithi O Hogain. Boydell Press. ISBN 0-85115-923-0
27. ↑   本条目包含来自公有领域出版物的文本: Chisholm, Hugh (编). .  1 (第11版). London: Cambridge University Press. 1911.
28. ↑  The Early Medieval Balkans. John Fine. Page 71：「688到689年，查士丁尼二世进军色雷斯，恢复了拜占庭对当地的统治，建立了军区……战争的目的是惩罚保加尔人和斯拉夫人。查士丁尼成功地制服了众多斯拉夫人（抓获大量战俘），攻下了塞萨洛尼基。689年，在回君士坦丁堡的路上，他被保加尔人伏击，失去了大部分军队。」
29. ↑  Understanding life in the borderlands: boundaries in depth and in motion, I. William Zartman, 2010, p.169 （页面存档备份，存于）
30. ↑  Maps and Politics: A Review of the Ethnographic Cartography of Macedonia, (Liverpool Studies in Geography), Henry Robert Wilkson, University Press, 1951, pp. 73-74.
31. ↑  .   [2016-04-28]. （原始内容存档于2013-06-05）. （页面存档备份，存于）
32. ↑  Cousinéry, Esprit Marie. Voyage dans la Macédoine: contenant des recherches sur l'histoire, la géographie, les antiquités de ce pays, Paris, 1831, Vol. II, p. 15-17 （页面存档备份，存于）, one of the passages in English –  （页面存档备份，存于）, Engin Deniz Tanir, The Mid-Nineteenth century Ottoman Bulgaria from the viewpoints of the French Travelers, A Thesis Submitted to the Graduate School of Social Sciences of Middle East Technical University, 2005, pp. 99, 142 （页面存档备份，存于）,Kaloudova, Yordanka. Documents on the situation of the population in the southwestern Bulgarian lands under Turkish rule, Военно-исторически сборник, 4, 1970, p. 72 （页面存档备份，存于）
33. ↑  Pulcherius, Recueil des historiens des Croisades. Historiens orientaux. III, p. 331 – a passage in English -http://promacedonia.org/en/ban/nr1.html#4 （页面存档备份，存于）
34. ↑  Journal Bulgarski knizhitsi, Constantinople, No. 10 May 1858, p. 19, in English –  （页面存档备份，存于）, From a letter of Georgi Gogov, Voden, to G.S. Rakovski, Belgrade, regarding the abuses perpetrated by the Greek bishop Nikodim and his persecution of Bulgarian patriots （页面存档备份，存于）,Newspaper Makedonia, Constantinople, No. 26, May 27th, 1867 （页面存档备份，存于）, Vacalopulos, Konstandinos A. Modern history of Macedonia, Thessaloniki 1988, p. 52, 57, 64
35. ↑  Krste Petkov Misirkov, On the Macedonian Matters, Sofia 1903
36. ↑  Macedonia. (2006). In Encyclopædia Britannica. Retrieved 16 June 2006, from Encyclopædia Britannica Premium Service:
37. ↑  Floudas, Demetrius Andreas; . 24 (1996) Journal of Political and Military Sociology, 285. 1996  [11 February 2008].
38. ↑  Republican-controlled federal government: .   [8 September 2007]. （原始内容存档于2011-09-02）.（页面存档备份，存于）
   See also: Democratic-controlled Congress uses the designation "Republic of Macedonia (FYROM)": NATO .   [12 June 2007]. （原始内容存档于2012-07-14）.
39. ↑  . China, Macedonia Sign Joint Communique on Normalization of Relations.   [2 January 2007]. （原始内容存档于2013-03-22）. （页面存档备份，存于）
40. ↑  .   [20 September 2007]. （原始内容存档于2007-10-20）. （页面存档备份，存于）
41. ↑  Ministry of Foreign Affairs of Bulgaria （页面存档备份，存于）, Diplomatic Missions, Macedonia. Retrieved 2007-01-25
42. ↑  . Skopje Republic of Macedonia.   [2 January 2007]. （原始内容存档于2007-07-13）. （页面存档备份，存于）
43. ↑   (PDF). in: Kourvetaris et al. (eds.), The New Balkans, East European Monographs: Columbia University Press, 2002, p. 85.   [2016-04-28]. （原始内容存档 (PDF)于2009-03-25）. （页面存档备份，存于）
44. ↑  John Pike. . Globalsecurity.org. 21 February 2008  [7 February 2013]. （原始内容存档于2021-08-25）. （页面存档备份，存于）
45. ↑  . Thestar.com.my.   [7 February 2013]. （原始内容存档于2008-06-09）. （页面存档备份，存于）
46. ↑  M3 Web – http://m3web.bg. . Novinite.com. 3 April 2008  [7 February 2013]. （原始内容存档于2020-05-05）. （页面存档备份，存于）
47. ↑  . FRANCE 24. 17 November 2008  [7 February 2013]. （原始内容存档于2009-03-22）. （页面存档备份，存于）
48. ↑   (PDF). United Nations. 1995  [14 March 2009]. （原始内容 (PDF)存档于2009-03-25）. （页面存档备份，存于）
49. ↑  . Balkan Insight. 21 January 2011  [7 February 2013].
50. ↑  .   [2019-02-08]. （原始内容存档于2021-11-24）. （页面存档备份，存于）
51. ↑  .   [2019-02-08]. （原始内容存档于2018-10-20）. （页面存档备份，存于）
52. ↑  .   [2019-02-08]. （原始内容存档于2018-10-20）. （页面存档备份，存于）
53. ↑  .   [2019-02-08]. （原始内容存档于2018-10-20）. （页面存档备份，存于）
54. ↑  .   [2019-02-08]. （原始内容存档于2020-07-13）. （页面存档备份，存于）
55. ↑  .   [2019-02-08]. （原始内容存档于2020-07-13）. （页面存档备份，存于）
56. ↑  Poulton, Hugh (2000). Who are the Macedonians?. C. Hurst and co. Publishers, p.148. ISBN 1-85065-534-0.
57. ↑  Bates, Daniel. 1994. "What's in a Name: Minorities, Identity and Politics in Bulgaria," Identities, Vol.1, No.2, May 1994
58. ↑  Poulton, Hugh (2000). Who are the Macedonians?. C. Hurst and co. Publishers, p.107. ISBN 1-85065-534-0.
59. ↑   (PDF).   [2016-04-28]. （原始内容存档 (PDF)于2001-06-28）. （页面存档备份，存于）
60. ↑  Ангелов, Веселин. Хроника на едно национално предателство, София 1999, p. 298-302
61. ↑  .   [2021-02-06]. （原始内容存档于2020-05-22）. （页面存档备份，存于）
62. ↑   (PDF).   [2016-04-28]. （原始内容存档 (PDF)于2001-06-28）. （页面存档备份，存于）
63. ↑  .   [2016-04-28]. （原始内容存档于2001-08-10）. （页面存档备份，存于）
64. ↑  .   [2016-04-28]. （原始内容存档于2006-06-27）. （页面存档备份，存于）
65. ↑  . 16 October 2006  [11 March 2009]. （原始内容存档于2008-11-20）. （页面存档备份，存于）
66. ↑  . Trud. 16 July 2006 （保加利亚语）.
67. ↑  . Monitor. 16 July 2006  [16 July 2006]. （原始内容存档于2011-07-06） （保加利亚语）. （页面存档备份，存于）
68. ↑  . Struma. 14 July 2006  [16 July 2006]. （原始内容存档于2006-11-04） （保加利亚语）. （页面存档备份，存于）
69. ↑  Bulgarian Policies on the Republic of Macedonia: Recommendations on the development of good neighbourly relations following Bulgaria's accession to the EU and in the context of NATO and EU enlargement in the Western Balkans. Sofia: Manfred Wörner Foundation, 2008. 80 pp.  (Trilingual publication in Bulgarian, Macedonian and English)  ISBN 978-954-92032-2-6
70. ↑  .   [2016-04-28]. （原始内容存档于2011-09-29）. （页面存档备份，存于）
71. ↑  .   [2016-04-28]. （原始内容存档于2011-07-27）. （页面存档备份，存于）
72. ↑  Bulgaria's Position Concerning Macedonia Unchanged – Kalfin. （页面存档备份，存于） The Sofia Echo, 31 July 2006.
73. ↑  Bulgaria Treaty Proposal Called 'Indecent'. （页面存档备份，存于） BalkanInsight, 17 March 2010.